# París
París (en francès: Paris) és la capital i la ciutat més gran de la República Francesa i de la regió de l'Illa de França. Està situada als marges d'un llarg meandre del riu Sena, al centre de la conca parisenca, entre la confluència del riu Marne i el Sena, aigües amunt, i l'Oise i el Sena, aigües avall. En el segle xx, l'àrea metropolitana de París s'expandí més enllà dels límits del municipi de París. Avui dia és una de les aglomeracions urbanes més grans d'Europa (la segona després de Londres i la 28a del món), amb una població de tretze milions d'habitants, dels quals més de dos milions resideixen al municipi de París.
La zona de París és, juntament amb la de Londres, un dels nuclis econòmics més importants d'Europa. Per la seva renda per capita és la ciutat més rica d'Europa. Amb 607.000 milions d'euros (845.000 milions de dòlars), va produir més d'una quarta part del producte interior brut (PIB) de França el 2011. La Défense és el principal barri de negocis d'Europa; alberga la seu social de gairebé la meitat de les grans empreses franceses, així com la seu de vint de les 100 més grans del món.
Coneguda també com la «Ciutat Llum» (la Ville lumière), és la destinació turística més popular del món, amb més de 42 milions de visitants estrangers per any. Té molts dels monuments més famosos i admirats del món: la Torre Eiffel, la catedral de Notre-Dame, l'avinguda dels Camps Elisis, l'Arc de Triomf, la basílica del Sacré-Cœur, el Palau dels Invàlids, el Panteó, l'Arc de la Défense, l'Òpera Garnier o el barri de Montmartre, entre d'altres. També alberga institucions de reconeixement mundial: el Louvre, el Museu d'Orsay i el Museu Nacional d'Història Natural de França, així com un extens sistema d'educació superior de prestigi internacional. París ocupa un lloc important en l'àmbit de la moda i del luxe.
Alguns altres edificis importants en són la capella dels Invàlids, la plaça de la Concòrdia, el pont Alexandre III, el Centre Pompidou, la basílica de Montmartre, el Moulin Rouge, etc. És una de les ciutats de la qual es diu que té més encant del món. Són famosos els seus bulevards o la gran avinguda que enllaça el Louvre amb l'Arc de triomf de l'Étoile, que passant per la plaça de la Concòrdia i els anomenats Camps Elisis i continua més enllà (encara que amb un altre nom), fins a l'Arc de la Défense, amb un total de prop de deu quilòmetres.

## Etimologia
París obté el seu nom del poble gal dels parisis (en llatí, Parisii). La paraula «París» deriva del llatí Civitas Parisiorium (‘la ciutat dels parisis'), designació que predominà sobre Lutècia (el nom complet de la qual era Lutetia Parisiorum). No es coneix amb certesa l'origen del nom dels parisii.
París té molts àlies, el més famós dels quals és el de «Ciutat Llum» (la Ville lumière), nom que remet a la seva fama com a centre de les arts i l'educació, però també (i tal vegada pel mateix) a la seva adopció primerenca de la il·luminació urbana.
El gentilici dels habitants de París és «parisenc» que en francès es diu parisien [paʁizjɛ̃]. De vegades, els francesos que viuen fora de París es refereixen als seus habitants com parigots [paʁigo], però el terme, antany despectiu, ha estat adoptat pels parisencs i ha perdut aquesta connotació.
Culte a Isis
Jacques-Antoine Dulaure, un historiador dels segles xviii-XIX, ha donat una explicació possible de l'origen del nom parisii, associant-lo a la dea egípcia Isis, a causa del descobriment d'una estàtua seva a l'abadia de Saint-Germain-des-Prés. Aquesta estàtua era estilitzada, alta, negra, gairebé nua, vestida amb roba adornada amb plecs al voltant de les extremitats i es trobava a la paret del costat nord, on hi havia el crucifix de l'església: se l'anomenava l'ídol de Saint-Germain-des-Prés.
L'escriptor François Maspero afirma que el culte a Isis estava molt estès a França, especialment a la conca de París. Per tot arreu hi havia temples d'Isis segons la terminologia occidental, però seria més exacte dir de la «Casa d'Isis» perquè aquests temples van ser anomenats en egipci Per o Par, paraula que en egipci antic significa exactament 'el recinte que envolta la casa'. París seria el resultat de la juxtaposició de Per/Par-Isis, paraula que designa les ciutats d'Egipte.
Els parisii també van donar el seu nom a les localitats de Villeparisis, Cormeilles-en-Parisis, Fontenay-en-Parisis i a la regió de Parisis (també coneguda com a Plaine de France i que, al seu torn, va donar el nom de França a tot l'estat).

## Història
El nom de la ciutat prové del nom de la tribu gàl·lica parisis, que habità a la regió durant el temps de la conquesta romana. El cor històric de la ciutat és l'illa de la ciutat (Île de la Cité), una petita illa on es troba el Palau de la Justícia, i la famosa catedral de Notre-Dame. Aquesta illa n'està connectada amb una altra (Île Saint-Louis), on es troben cases elegants dels segles xvii i xviii.
París va ser ocupada per una tribu gal·la fins a l'arribada dels romans el 52 aC. Els invasors es referien als habitants gàl·lics com els "parisii", però van anomenar la ciutat "Lutècia" que vol dir 'lloc pantanós'. Cinquanta anys després, la ciutat es va estendre a la vora del Sena, i canvià el seu nom a París.
El govern romà va acabar el 508 quan Clovis el Franc va convertir-la en la capital de la dinastia merovíngia dels francs. El 511 comissionà la construcció de la catedral de St. Etienne, a l'illa de la ciutat. Les invasions dels vikings van forçar els habitants a construir una fortalesa a l'illa. El 28 de març de l'any 845 París fou saquejada pels vikings, encapçalats per Ragnar Lodbrok. La debilitat dels altres reis i comtes de França va provocar l'ascens en importància dels comtes de París que finalment es convertirien en reis de França.
Durant l'edat mitjana la ciutat prosperà com a centre comercial i intel·lectual de l'època, i esdevingué una de les ciutats més poblades de l'Europa medieval. Durant el regnat de Lluís XIV, de 1643 a 1715, la residència reial es va moure de París a la veïna Versalles. La Revolució Francesa començà simbòlicament el 14 de juliol de 1789 amb la presa de la Bastilla per part de la població parisenca alçada en armes, i la ciutat va ser el centre més destacat del procés revolucionari. Durant l'etapa napoleònica fou la capital de l'Imperi francès i, per tant, el centre de poder polític de la major part d'Europa. El 1814, durant la desfeta francesa, els aliats de la Sisena Coalició van ocupar la ciutat, i reinstauraren la dinastia dels Borbons al tron francès amb Lluís XVIII i Napoleó Bonaparte és exiliat a l'illa d'Elba. Durant les següents dècades del segle xix, però, va continuar sent un important nucli revolucionari europeu, i durant el Segon Imperi una gran part la ciutat fou reconstruïda sota el mandat del seu prefecte, el baró Haussmann, que la dotà dels seus característics bulevards, de nous parcs i d'una millora de les infraestructures urbanes. El 1870 la guerra contra Prússia acabà amb el setge de París, que es va rendir el 1871, després d'un hivern de fam i sang. Poc després, esclatà un moviment revolucionari urbà de caràcter social, la Comuna de París, brutalment esclafada per les forces burgeses de la nova Tercera República Francesa, el govern de la qual s'instal·là provisionalment a Versalles.
La Torre Eiffel, la construcció més coneguda de París, va ser construïda el 1889 en un període de prosperitat conegut com la Belle Époque, l'època bella. El 1900 París va ser seu de la segona edició dels Jocs Olímpics, i ho repetí l'any 1924. Va caure en mans dels alemanys l'any 1940 en el context de la Segona Guerra Mundial, que l'ocuparen militarment fins a la data del seu alliberament per part de la resistència i les forces aliades, l'agost de 1944. Durant el període posterior a la guerra, París es consolidà com a destinació turística de primer ordre i com a centre cultural mundial, fruit de la seva herència històrica, així com a centre polític internacional destacat.
Coneguda com la ciutat de les llums o de l'art, París està present en moltes obres, tant literàries com musicals, com a terra de bohemis. Així, per exemple, l'acció de La Bohème de Giacomo Puccini se situa a la ciutat, i Violeta, de La Traviata, hi viu.

### Edat antiga

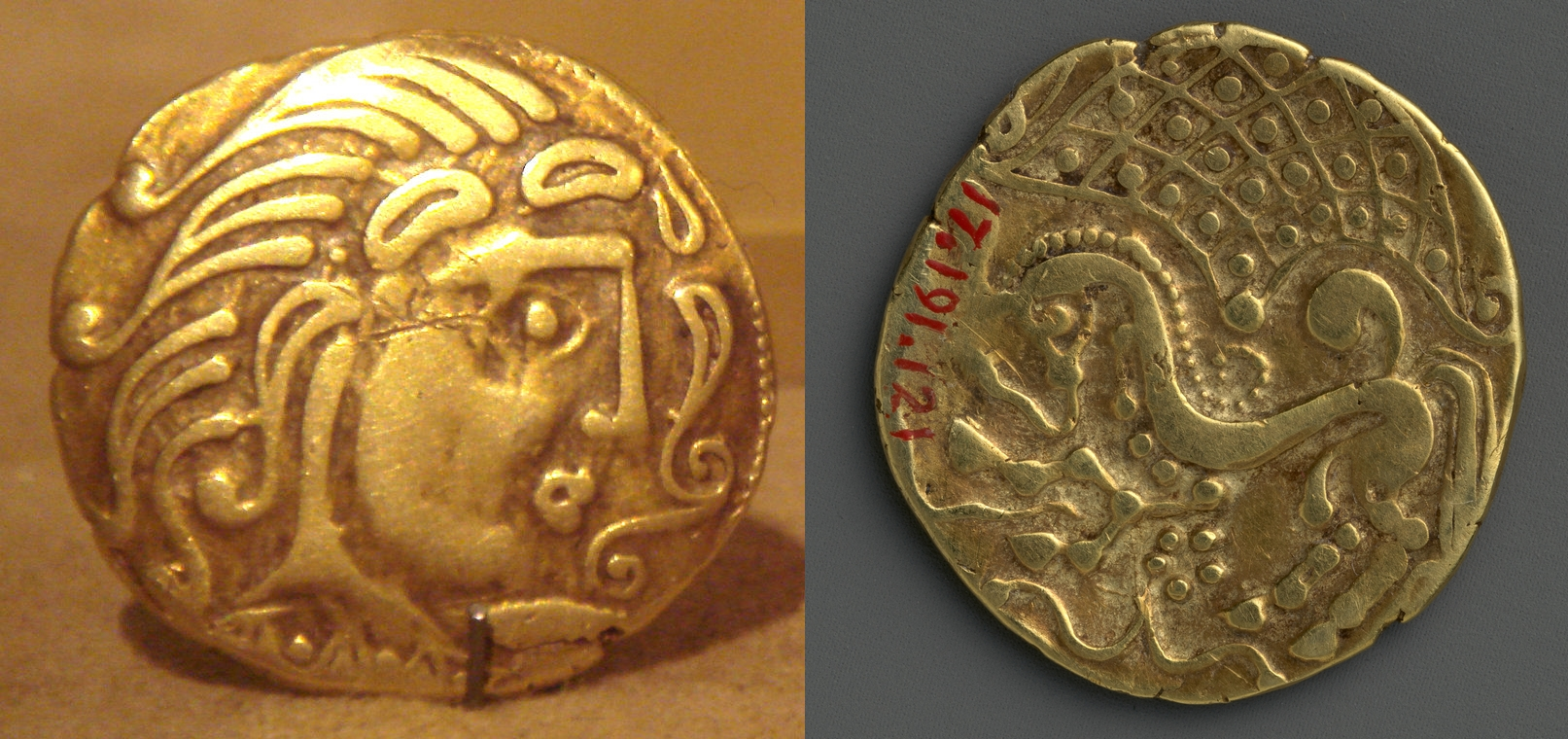
Monedes dels parisis (Museu Metropolità d'Art)

L'àrea de la París moderna ha estat habitada des d'almenys el IV mil·lenni aC. Les troballes arqueològiques que daten d'aquesta època mostren que va haver-hi un assentament a prop de Bercy Village, a la riba dreta del Sena, que va ser un representant primerenc de la cultura Chasséen. Entre les troballes hi ha canoes. Es creu que un assentament al lloc actual de París es fundà al voltant de l'any 250 aC per una tribu celta anomenada Parisis, que establí un poble de pescadors a prop del riu Sena. Tradicionalment, s'assumia que l'ile de la Cité era la ubicació d'aquest assentament, però aquesta teoria ha estat recentment posada en dubte. Unes troballes arqueològiques recents indiquen que a la zona de París el major assentament preromà podria haver estat al suburbi actual de Nanterre.
Al segle xi aC un poble celta anomenat Parisii fortificà l'île de la Cité, que constitueix el cor de la ciutat.
L'any 52 aC els romans van fundar una ciutat al mateix lloc on els parisencs van tenir el seu llogaret i l'expandiren pels dos marges del riu Sena; l'anomenaren Lutècia, que avui és París, nom que pren dels primitius pobladors celtes.

### Edat mitjana
La ciutat va ser atacada pels huns, però segons la llegenda va aconseguir resistir gràcies al lideratge de santa Genoveva (patrona de la ciutat), el 451.
Roma va perdre el control de la ciutat a mans dels pobles germànics i el rei franc Clodoveu I s'hi instal·là el 508.
En el segle ix els vikings prenen la ciutat (la van assetjar infructuosament en els anys 885-886) i després Hug Capet s'hi estableix i la reforma radicalment.
El Sena era la principal via comercial de la zona, i París aviat concentra el comerç d'exportació de vins "de França", és a dir, de l'Île-de-France. A tot estirar el 1121 els comerciants ja havien organitzat la Hanse Parisienne, l'"hansa dels comerciants de l'aigua", que obtingué del rei el monopoli del comerç entre la ciutat i Mantes-la-Jolie, privilegi confirmat el 1170 per Lluís VII. Aquest privilegi fou concedit per protegir els comerciants parisencs de la competència de Rouen en temps en què el duc de Normandia era el rei d'Anglaterra, però es mantingué després que Felip II August s'apoderés de Normandia el 1204. Així doncs, l'hansa dels naviliers parisencs, amb el seu prebost i escrivans, serà el germen de l'ajuntament de la ciutat, i el vaixell que els representava encara avui adorna l'escut de París.
El 1190 Felip II August va aixecar una muralla defensiva a banda i banda del riu.
La ciutat va ser un escenari important en la Guerra dels Cent anys.

### Edat moderna

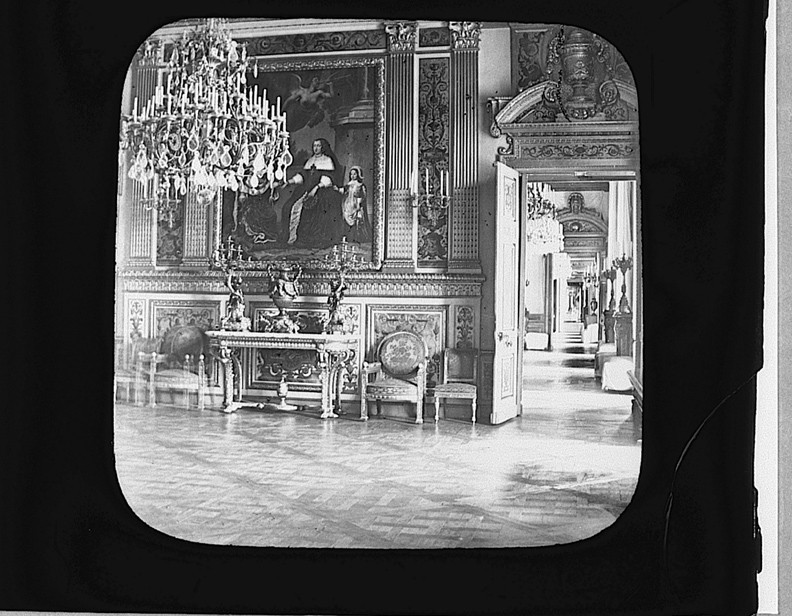
Interior de l'actualment desaparegut Palau de les Teuleries

En l'inici d'aquest període la ciutat és centre d'importants transformacions socioculturals. Enric IV i Caterina de Mèdici són personatges centrals d'aquesta etapa. La ciutat seria un important centre gòtic i renaixentista i la seva població el 1500 era de 185.000 habitants, la segona d'Europa després de Constantinoble.
El 24 d'agost de 1572 es produeix en aquesta ciutat la matança de la Nit de Sant Bartomeu, un episodi cabdal en les anomenades guerres de religió.

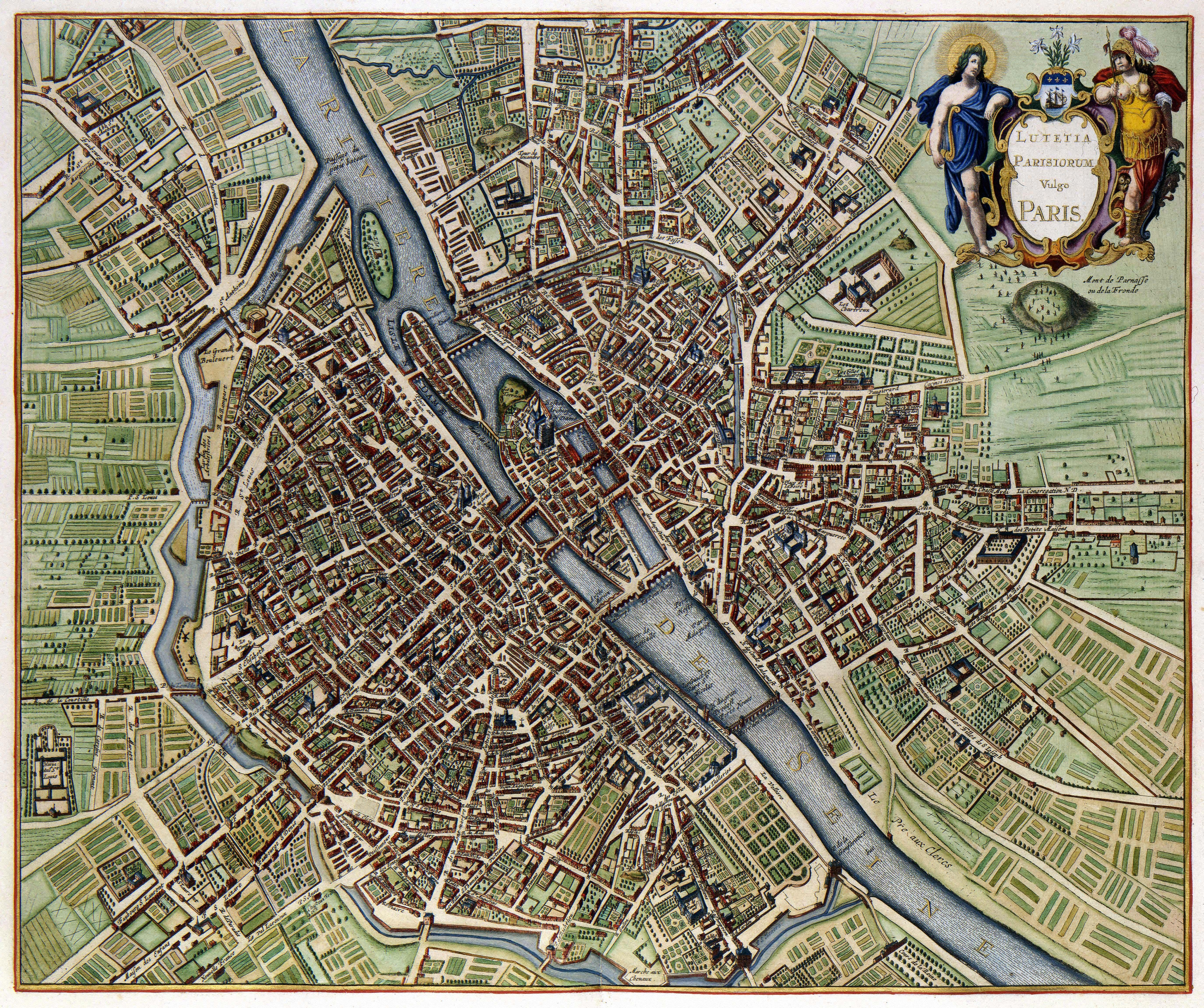
Mapa de París en 1657

En la seva qualitat de ciutat més important de França i centre del poder, París acollí diverses de les més importants personalitats de la història en aquest període: pensadors com Voltaire, governants com Lluís XIV i estadistes com Richelieu, Colbert i Mazarino. A més la ciutat i especialment la propera població de Versalles, es van constituir en exemple del que havia de ser l'arquitectura d'una capital. El 1786 s'inicia el trasllat dels ossos humans del cementiri de Les Halles a les pedreres excavades durant l'època romana a 20 m de profunditat, a les bases de Montparnasse, Montrouge i Montsorius, formant d'aquesta manera les famoses catacumbes de París.
A la fortalesa de la Bastilla, que es trobava a l'est de la ciutat, es va iniciar oficialment el moviment que es coneix com la Revolució Francesa. París tenia en aquest moment més de 500.000 habitants.

### Edat contemporània

#### Primer Imperi
Napoleó I es va proclamar emperador de França el 1804 a la catedral Notre-Dame de París. El 12 de juliol de 1806 es van reunir a París setze prínceps alemanys i van signar l'acta que oficialitzava la confederació del Rin, en la qual posaven fi a la seva connexió amb el Sacre Imperi Romanogermànic i concretaven l'aliança amb l'Imperi francès.

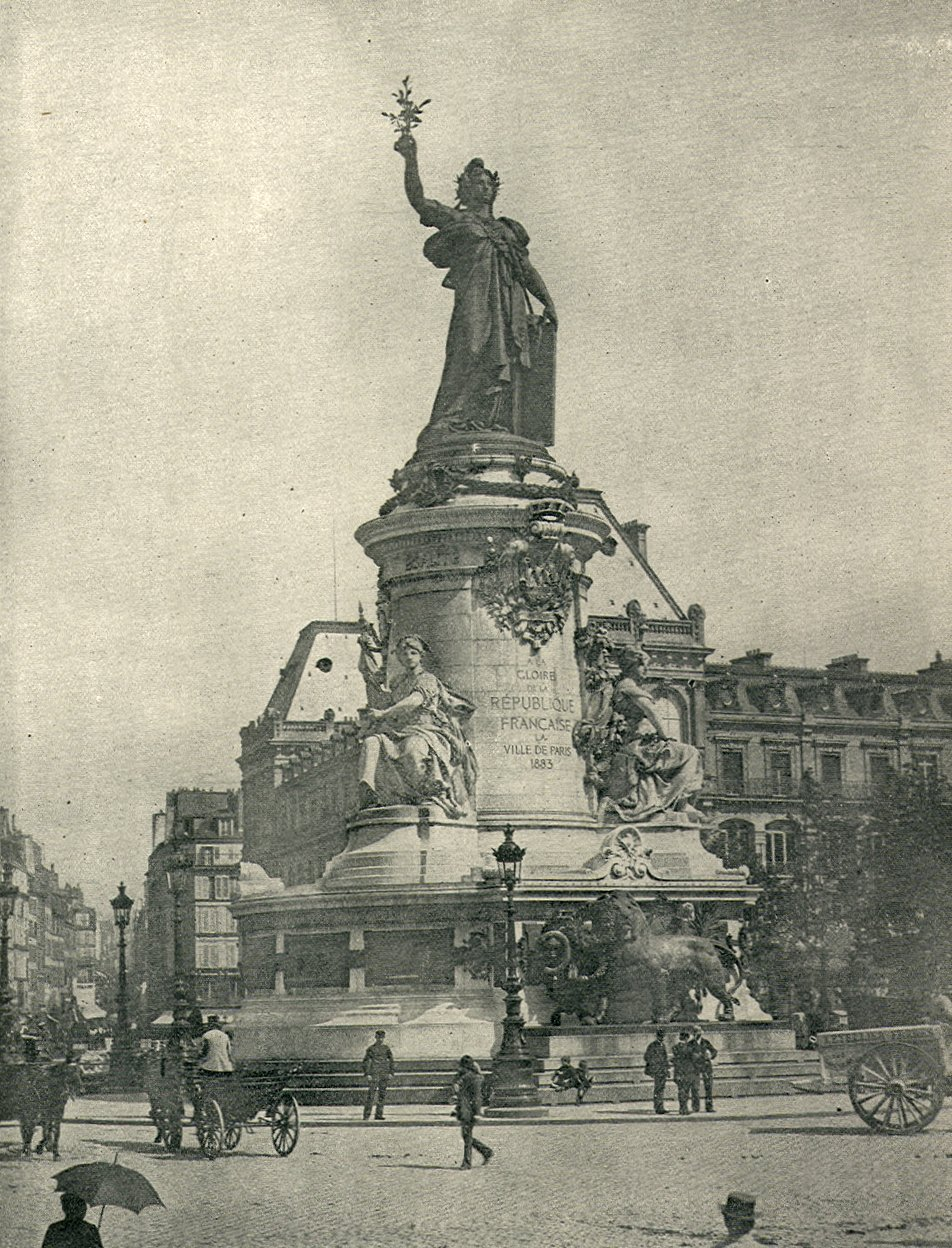
Plaça de la República (1890)

#### Monarquia de Juliol
Adolphe Thiers, recolzat per Lluís d'Orleans va manar construir una nova muralla a París, l'Enceinte de Thiers
La prohibició de les reunions polítiques d'una oposició cada cop més vigorosa el gener de 1848 que va catalitzar el 24 de febrer de 1848 amb l'inici dels aldarulls a París. Lluís Felip abdicà el 24 de febrer de 1848 a favor del seu net Felip, que només tenia nou anys, hereu de la corona després que el seu pare, el duc Ferran Felip d'Orleans hagués mort accidentalment el 1842, i fugí cap a Anglaterra. En un principi, l'Assemblea Nacional estava disposada a acceptar Felip com a nou rei dels francesos, però, pressionada pels revolucionaris del carrer, hagué d'acabar proclamant la Segona República Francesa.

#### Segon Imperi
Sota Napoleó III la ciutat sofreix la transformació urbana més significativa. L'emperador comissiona al baró Haussmann perquè executi els canvis necessaris per convertir París en la ciutat més moderna del món en la seva època.
Vegeu: Comuna de París
Exposicions universals
París albergà durant la segona meitat del segle diverses exposicions que reunien pavellons de tot el món. La més destacada en va tenir lloc el 1889 amb motiu de la commemoració del primer centenari de la revolució. Per a aquest esdeveniment es construí la Torre Eiffel, que encara que havia de ser desmuntada una vegada acabada l'exposició, continua actualment al seu emplaçament primer.

#### Segle XX
El segle xx comença amb la inauguració de la primera línia del metro de París, les obres del qual s'iniciaren el 1898. El 1900 es va fer una altra Exposició Universal, la més notable de París, per la qual es van construir obres d'arquitectura que encara segueixen en peus, com ara el Grand Palais, el Petit Palais, l'Estació i ara Museu d'Orsay, el pont Alexandre III i l'Estació de París-Lió.

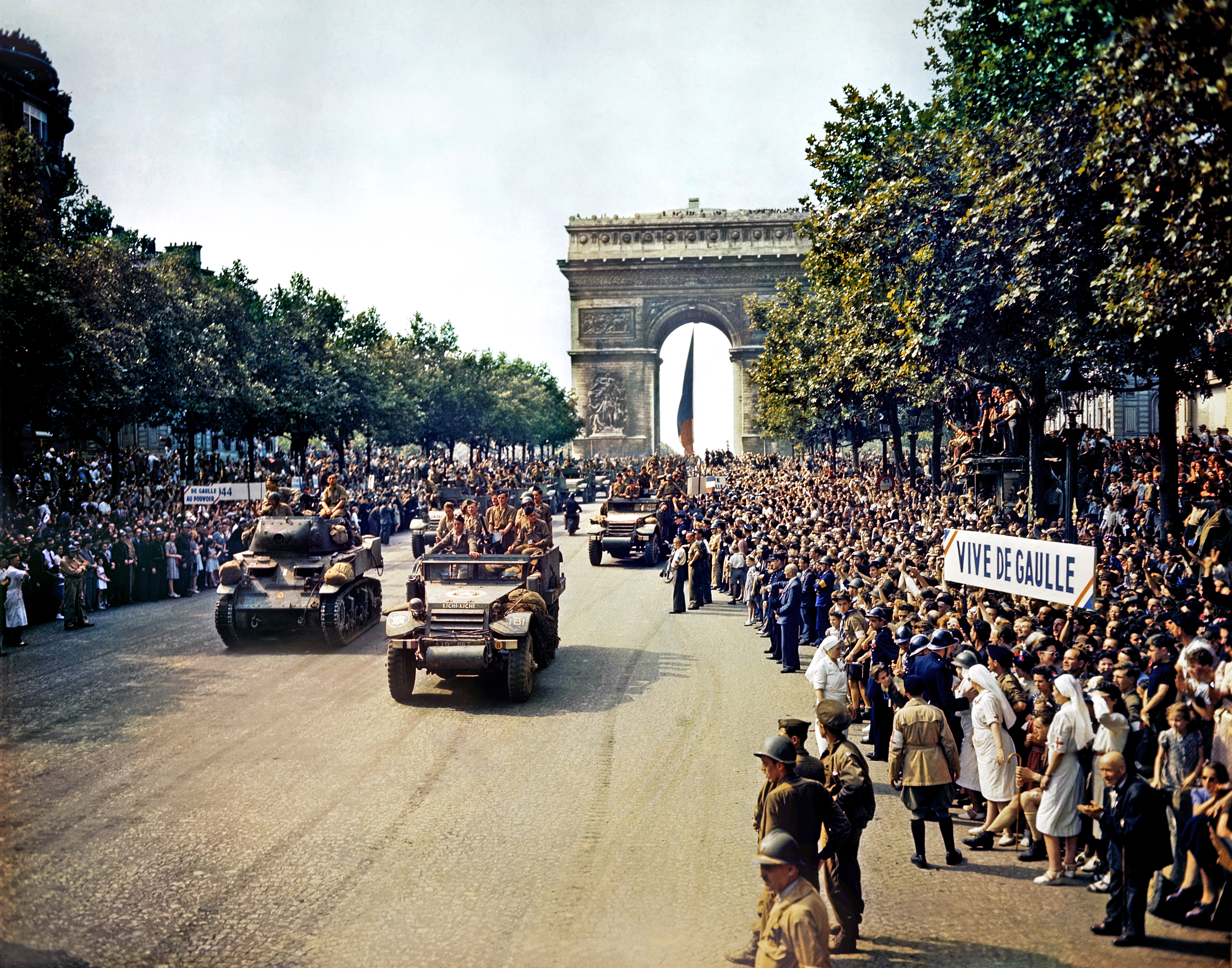
La 2a divisió del general Leclerc desfila als Camps Elisis després de l'alliberament de París

El 1940 la ciutat fou ocupada per la Wehrmacht (exèrcit de l'Alemanya nazi) en el marc de la Segona Guerra Mundial. París va ser administrada per les forces d'ocupació, que l'abandonaren després de quatre anys sense causar-li destrosses de consideració, en comparació als danys soferts en altres ciutats europees en aquesta guerra. Per als aliats, París no era una plaça d'importància estratègica i per això preferien eludir l'alliberament de París, ja que el seu objectiu era traspassar aviat el Rin. No obstant això, el general De Gaulle aconseguí convèncer-los de la necessitat d'alliberar París davant el temor que un règim comunista s'instaurés en la república si la resistència vencia els alemanys. Després de l'alliberament, les parisenques sospitoses de col·laborar amb els alemanys foren humiliades i rasurades.
Durant els mandats del general De Gaulle de 1958 a 1969, alguns esdeveniments polítics van tenir lloc a la capital. El 1961, una manifestació a favor de la independència d'Algèria fou violentament reprimida. El 1968, un moviment estudiantil iniciat a la Universitat de Nanterre desencadena més d'un mes de protestes i vagues en unir-se a un ampli moviment social de reivindicacions: és el Maig francès. El 13 de maig, centenars de milers de persones protestaven contra la violència policial. Després de dos mesos d'agitació i disturbis, els francesos voten a favor del general De Gaulle en les eleccions legislatives de juny i hi torna la calma parcialment. El mes de maig de 1968 París és escenari d'una sèrie de vagues estudiantils en nombroses universitats i instituts, seguides de confrontacions amb la universitat i la policia. Molts dels manifestants es van adherir a causes d'esquerres, com el comunisme o el rebuig a la Guerra del Vietnam, o l'anarquisme. Molts van veure els fets com una oportunitat de sacsejar la "vella societat" en molts aspectes socials, com els mètodes educatius i la llibertat sexual. Una minoria de manifestants, com el grup Occident, recolzava causes d'extrema dreta. Aquests esdeveniments es coneixen com el Maig francès i conformen un dels capítols històrics més destacats de la postguerra.
Sota l'administració del president François Mitterrand, en la dècada dels anys 1980 i començaments dels 90, la ciutat rep un renovat impuls en urbanisme i infraestructures. Es van renovar sectors deprimits de la ciutat, particularment en barris de la riba esquerra i al barri de La Villette; es van aixecar nous edificis emblemàtics com la nova Biblioteca Nacional, l'Arche de la Défense i el Musée d'Orsay; i es van renovar els accessos al Museu del Louvre.

## Govern i política

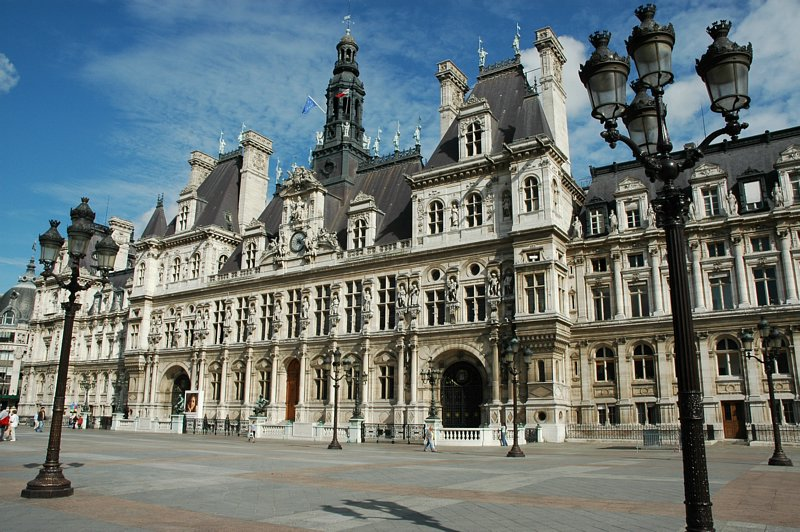
Ajuntament de París

En la seva qualitat de principal urbs estatal, París és la seu del govern central francès i acull les principals representacions diplomàtiques estrangeres, alhora és una de les ciutats més destacades en l'àmbit polític de la Unió Europea (UE).
El poder executiu, representat pel president de la República, té la seu al palau de l'Elisi. Per la seva banda, el primer ministre té el despatx a l'Hôtel Matignon. Els poders legislatiu i judicial de França també tenen seu a París.
Quant al govern local, en les eleccions municipals de març de 2001, Bertrand Delanoë va ser elegit batlle (maire) de París. La seva arribada a l'ajuntament (Hôtel de Ville) fou propiciada per la divisió interna de la dreta, que presentà dos candidats antagonistes, Jean Tiberi i Philippe Séguin, per a aquests comicis. La revelació pública dos anys abans de la seva homosexualitat fou vista pels electors parisencs com una mostra de sinceritat, cosa que li va atreure el vot no militant. Gràcies a una aliança amb Els Verds i el Partit Comunista Francès (PCF), Delanoë fou el candidat més votat, i hi aconseguí una mica més del 48%. Per la seva banda, els aspirants de la dreta van obtenir entre els dos poc més del 50% dels vots. Delanoë fou investit batlle de París el 18 de març de 2001. Actualment, la seva batllessa és Anne Hidalgo, del Partit Socialista. El 2014, Anne Hidalgo es converteix en la primera alcaldessa de París en la història en vèncer amb un 53,34% la conservadora Nathalie Kosciusko-Morizet, que va quedar a nou punts, amb un 44,06%.

### Organització administrativa

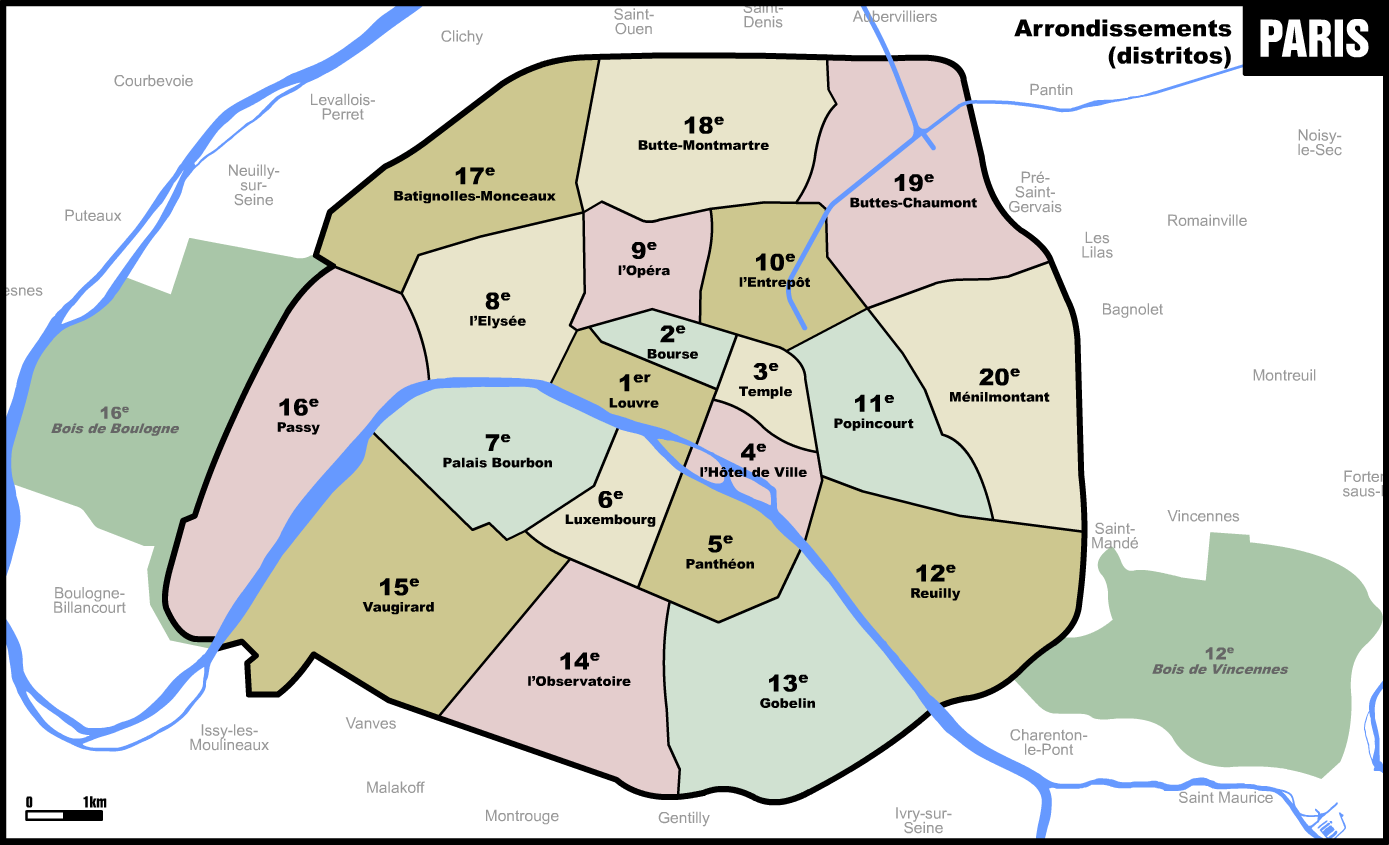
Els districtes (arrondissements) de París

D'ençà que la llei de 10 de juliol de 1964, que reorganitzà administrativament la regió parisenca, entrés completament en vigor l'1 de gener de 1968, la ciutat de París és alhora un departament i una comuna. Anteriorment, París havia estat, des de 1790, la prefectura del departament del Sena. D'aquest departament va heretar el nombre departamental 75 i el comunal 75056.
A diferència d'altres metròpolis franceses, no hi ha cap estructura intercomunal amb fiscalitat pròpia que vinculi la ciutat amb els seus suburbis. També en difereix perquè, contràriament a altres grans metròpolis internacionals, la ciutat només comprèn el mer centre de la conurbació.
El departament de París no té una altra subdivisió que l'única comuna que la compon. Aquesta es divideix al seu torn en 20 districtes municipals (arrondissements municipaux), creats a conseqüència de l'ampliació territorial de 1860, els quals substitueixen els 12 districtes que existien anteriorment des de l'11 d'octubre de 1795, i en 21 circumscripcions electorals.

### Finances i pressupostos
El 2009 els pressupostos de l'ajuntament i del departament de París van aconseguir els 7.300 milions d'euros, dels quals 5.700 milions eren despeses corrents i 1.600 milions eren inversions. Així mateix, l'ajuntament i el departament de París tenen deutes de 26.600 milions d'euros. Els impostos generen el 55% dels ingressos, l'estat el 24% i la gestió immobiliària el 15%, el saldo correspon a l'endeutament. L'Ajuntament de París té una qualificació de triple A (qualificació atorgada per agències de qualificació de riscos). L'ajuntament ocupa 49.000 persones.

## Economia
París és un dels motors de l'economia mundial. L'any 2006, el PIB de la regió de París fou calculat per l'INSEE en uns 500.000 milions d'euros. Si es tractés d'un país, aquesta regió seria per si sola la dissetena economia més gran del món (fins al 2006), amb un PIB gairebé tan gran com el dels Països Baixos.
Encara que, en termes de població, la zona urbana de París representa menys del 20% de l'àrea urbana de França, el PIB n'arriba fins al 28,4% del total. En referència a les zones urbanes, i segons les Nacions Unides, el seu PIB és el cinquè més gran del món després de Tòquio, Nova York, Los Angeles i Chicago, i el primer d'Europa. París és un dels quatre motors de l'economia global. El seu PIB és comparable al de petits països del Primer Món.
L'economia de París és extremadament diversa i encara no ha adoptat una especialització dins l'economia global (com Los Angeles ha fet amb la indústria de l'entreteniment, o Londres i Nova York amb els serveis financers). París és essencialment una economia de serveis: el 45% del PIB de la regió de París està format per serveis financers, immobiliaris i assessoria de negocis.

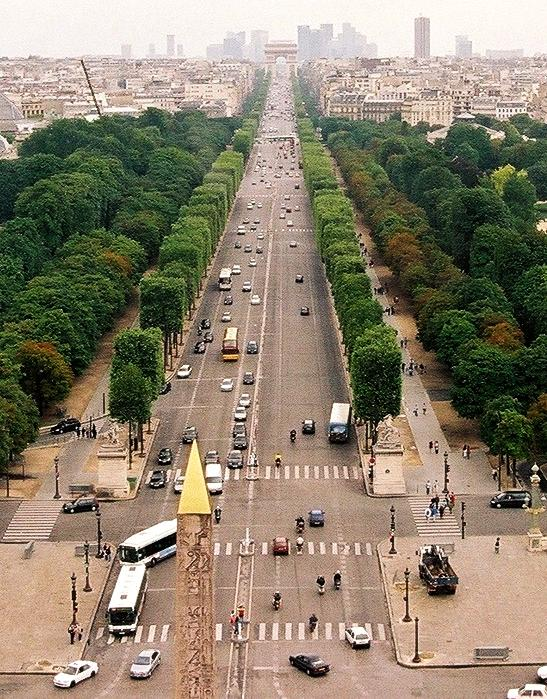
Avinguda dels Camps Elisis

Gairebé la meitat del PIB de la regió de París està generat pel sector empresarial i els serveis financers. El sector financer estatal es concentra, gairebé completament, en aquesta ciutat. La regió de París encara és una de les potències manufactureres d'Europa, a causa de la gran economia, amb un canvi de la indústria tradicional cap a l'alta tecnologia. La seva economia se sosté fonamentalment per la fabricació de maquinàries de tota classe. S'hi troben també les seus d'algunes empreses franceses d'articles de roba, marroquineria i perfums, tot i que la producció se'n fa generalment fora de la ciutat. En el seu port sobre l'Atlàntic a la ciutat de Le Havre, mobilitza el volum més gran de tonatge d'Europa. El sector agrícola es mou majoritàriament en aquesta ciutat, que té el celler més gran de mercaderies agrícoles del món.
Dins la mateixa regió, l'activitat econòmica és més intensa a la porció central del departament Hauts-de-Seine i al triangle entre l'Òpera, La Défense i Val de Seine. Hauts-de-Seine s'ha convertit en una espècie d'extensió del centre de París, amb 873.775 treballadors a final de 2005, més de la meitat de la ciutat de París pròpiament dita (1.653.551 treballadors a final de 2005).

### Turisme
França és la principal destinació turística del món, i la seva capital concentra gran part de l'atenció de la immensa majoria de turistes que visiten l'estat. La Ciutat Llum és coneguda arreu del món sobretot pel seu romanticisme, pels seus grans monuments, sobretot la Torre Eiffel, per les seves botigues de luxe i per ser la capital mundial de la moda.

### Comerç i finances

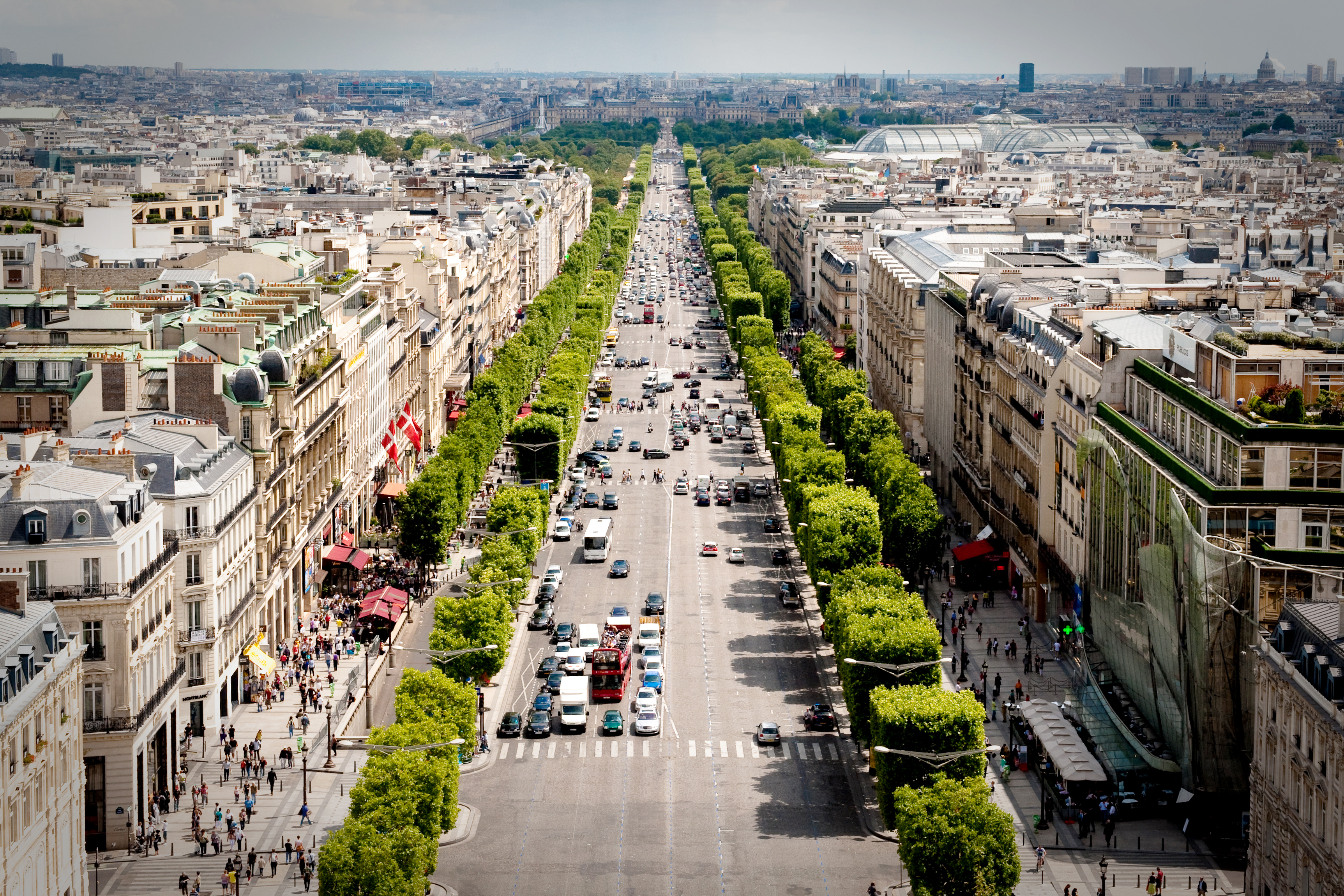
Avinguda dels Camps Elisis

L'avinguda dels Camps Elisis, que popularment se l'ha anomenat com "l'avinguda més bella del món", és un dels principals carrers comercials de la ciutat de París. Originàriament, era un jardí i s'ha convertit en una gran avinguda passeig que connecta l'Arc de Triomf amb la plaça de la Concòrdia. En aquesta plaça, en ambdós costats de la Rue Royale, hi ha dos edificis de pedra: l'oriental allotja l'Ajuntament, i l'oest, el luxós Hotel de Crillon.
Prop d'allà, a l'avinguda Montaigne, hi ha marques de luxe com Chanel, Dior i Givenchy (París actualment és anomenada també capital mundial de la moda). També la plaça Vendôme és famosa pels hotels de luxe i de moda (Hotel Ritz) i els seus joiers. Dins del mateix sector està el Triangle d'Or, que és una zona elitista de París compresa entre les avingudes Montaigne, Georges V i un tram dels Camps Elisis, que destaca per l'alta costura, i és seu de marques com Hermès i Christian Lacroix.
Una altra zona comercial destacada és Les Halles, que era antigament el mercat central de la carn i altres productes del mercat de París. El mercat de Les Halles fou destruït el 1971 i substituït pel Fòrum des Halles entorn d'una important estació de connexió de metro (la més gran d'Europa). El mercat central de París, el major mercat majorista d'aliments del món, es traslladà a Rungis, al sud dels suburbis. A l'oest de Les Halles està Le Marais, un barri amb negocis i empreses d'àmbit legal i bancari.
A la zona de l'Òpera Garnier és la zona de la capital amb més alta concentració de grans magatzems i oficines. Alguns exemples en són el Printemps i els grans magatzems Galeries Lafayette Haussmann. També és la seu de gegants financers com el BNP Paribas i Société Générale.
Fora de la comuna de París, La Défense (s'estén sobre part de les comunes de Courbevoie, Puteaux, i Nanterre, a 1,5 quilòmetres a l'oest de la ciutat de París) és un element clau dels suburbis (perifèria) de París. La Défense és un dels principals centres de negocis i finances de tot el món i el més gran d'Europa. Construït a l'extrem occidental de la prolongació cap a l'oest de l'històric eix dels Camps Elisis, a La Défense es troben alguns edificis (tots en forma de torre) pertanyents a les empreses més grans del món. Iniciat pel govern francès el 1958, el districte alberga 3,5 milions de m² d'oficines, el complex més gran d'Europa en un districte desenvolupat específicament per a empreses. El Gran Arche (Gran Arc) de la Défense alberga una part del Ministeri francès de Transports i és l'àrea central de l'esplanada entorn de la qual s'organitza el districte.

## Demografia
París és el centre d'una àrea metropolitana amb 11.836.970 habitants (2007), la primera de la Unió Europea. El municipi central suma un total de 2.193.031 habitants (2007), una població menor a la del seu màxim demogràfic, que fou el 1921. Això no obstant, en els darrers anys ha tornat a créixer, com ha succeït en altres grans metròpolis. La meitat dels habitants menors de quinze anys és d'ascendència estrangera, en particular d'origen magribí i d'altres antigues colònies franceses de l'Àfrica subsahariana.
La població de París era de 25.000 habitants l'any 59 aC, nombre que va augmentar fins als 80.000 l'any 150. Després de les invasions franques la ciutat va perdre població: tenia 50.000 habitants el 510 i n'arribà al mínim l'any 1000, després de les invasions dels vikings: amb un total aproximat d'uns 20.000 habitants.
A partir dels anys 1950, la població de París va patir un important descens, tot i un augment en l'habitatge, però des de 1999 el descens s'aturà. L'últim cens mostra un creixement del 2,5% entre 1999 i 2006. La grandària mitjana de les llars ha baixat a París: el declivi de la convivència de les generacions d'adults i un menor nombre de fills per parella n'ha estat durant molt temps la principal explicació. No obstant això, la disminució de grandària de la llar es deu principalment a l'atracció que els adults joves sense fills tenen, ja que poden gaudir de l'oci i l'ocupació a la capital i sufragar les despeses d'immobles de petites superfícies. En contrast, les parelles amb nens tendeixen a migrar als suburbis, les cases són més adequades i més barates. Aquesta dinàmica de rodalia de París i la resta de la seva regió explica per què el 58% de les llars tenen una o dues habitacions.

## Geografia

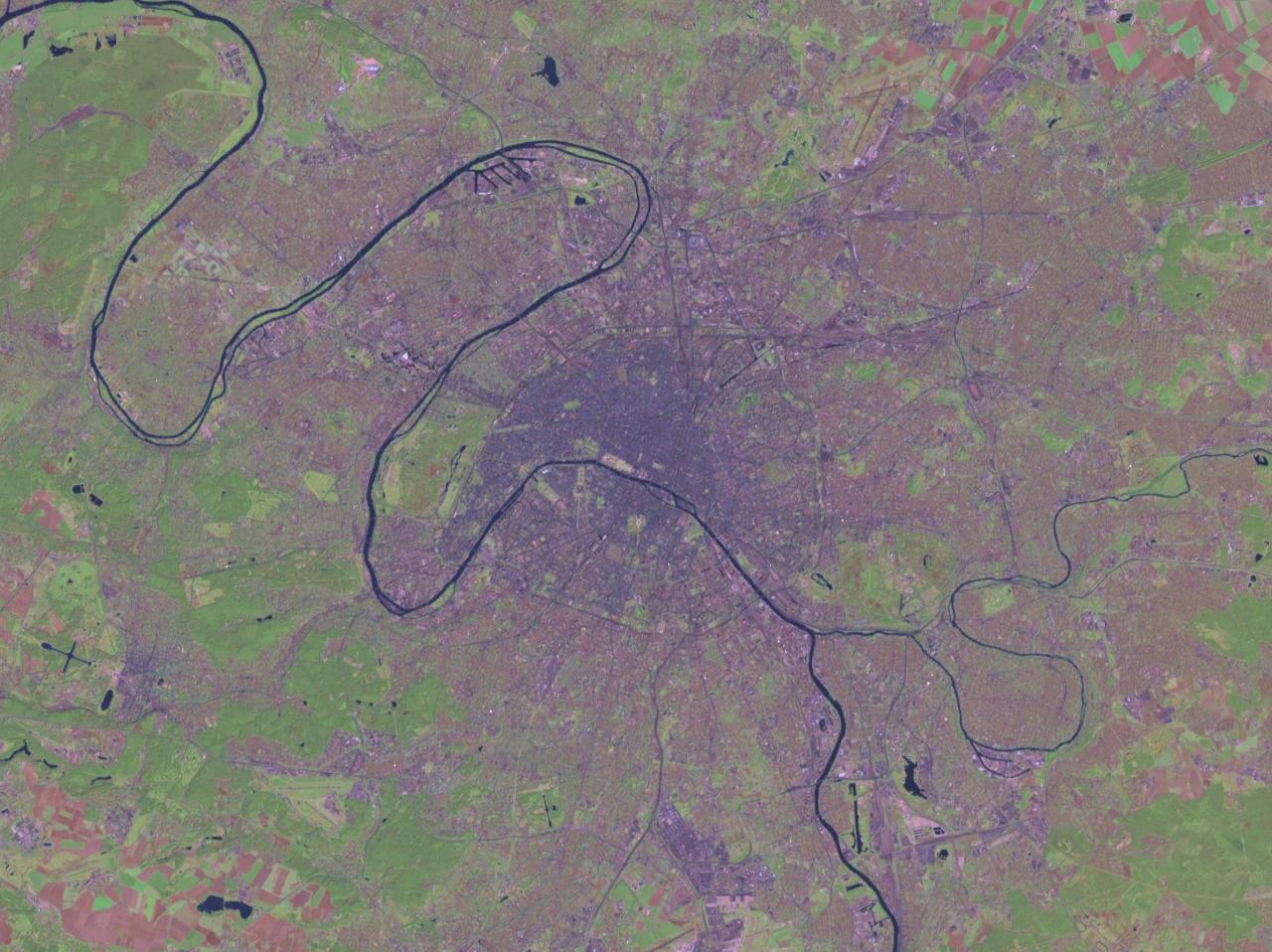
Imatge de satèl·lit de París

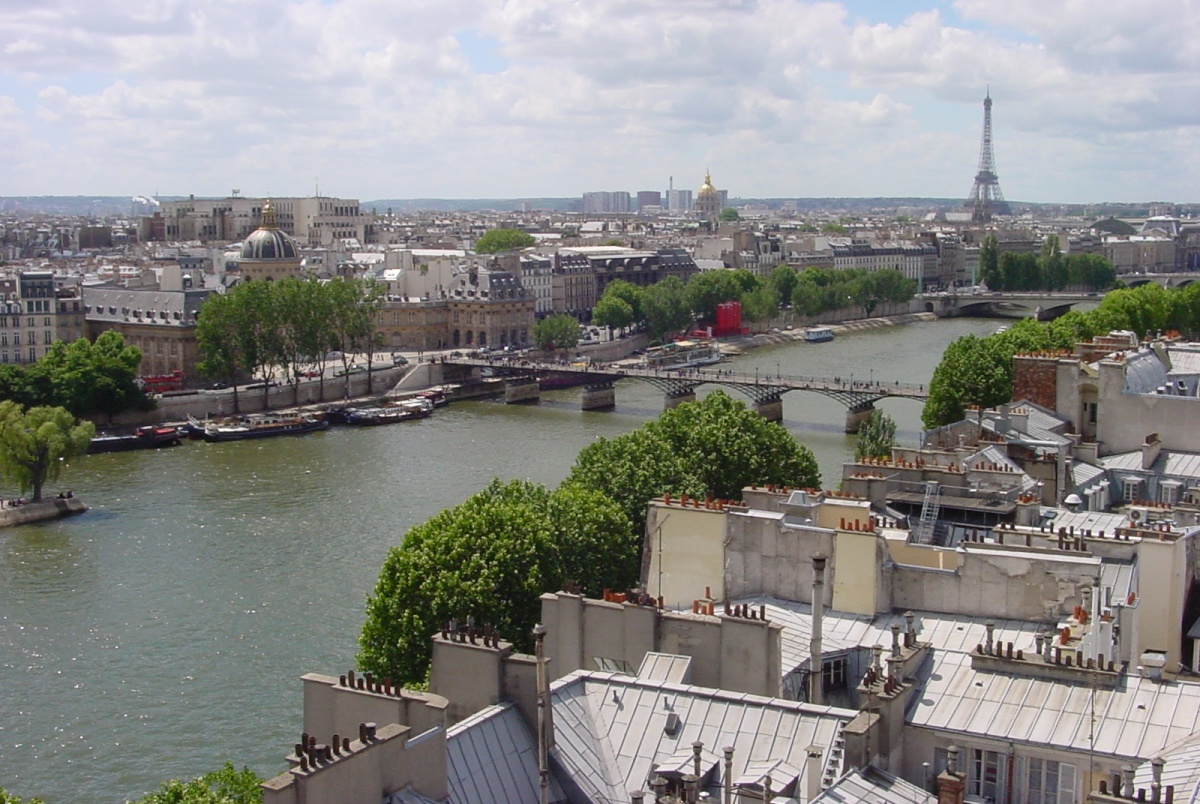
Vista del Sena

París està situat al centre-nord de França, al nord de la corba que fa el riu Sena. Al centre de la ciutat en destaquen les dues illes que constitueixen la part més antiga de la ciutat, l'Île Saint-Louis i l'Île de la Cité. En general, la ciutat és relativament plana, i l'altitud més baixa és de 35 metres per sobre el nivell del mar. A la capital de França, en destaquen diversos turons, dels quals el més alt de tots és Montmartre, amb uns 130 m.
L'última gran modificació de l'àrea de París es feu l'any 1860. A més de l'annexió de terrenys perifèrics i de donar-li la seva forma moderna, en aquesta modificació es van crear 20 arrondissements (districtes municipals), en forma d'espiral i seguint el sentit de les agulles del rellotge. Dels 78 km² que ocupava París el 1860, la ciutat es va ampliar fins als 86,9 km² durant la dècada del 1920. El 1929 els parcs forestals del bosc de Boulogne i bosc de Vincennes s'annexaren oficialment a la ciutat i, per tant, la seva àrea arriba als 105,4 km² actuals.
L'àrea demogràfica s'expandeix molt més enllà dels límits de la ciutat, formant un oval irregular amb extensions de creixement urbà al llarg dels rius Sena i Marne cap al sud-est i est, així com al llarg del Sena i del riu Oise al nord-oest i nord. Més enllà dels principals suburbis, la densitat de població descendeix bruscament: una zona mixta de boscos i zones agrícoles amb una sèrie de ciutats satèl·lit distribuïdes de manera dispersa i relativament uniforme. Aquesta corona urbana, quan es combina amb l'aglomeració de París completa l'àrea urbana de París, que arriba fins a una àrea oval de 14.518 km², que és prop de 138 vegades major que la de la mateixa capital.

### Geologia i relleu
La conca parisenca s'ha format al llarg de 41 milions d'anys, deixant un gran conjunt de capes successives de sediments. Es tracta d'una conca marina epicontinental sedimentada sobre massissos del Paleozoic, la serralada dels Vosges, el massís Central i el massís armoricà. Amb la formació dels Alps, la depressió restava tancada, però oberta cap al canal de la Mànega i l'oceà Atlàntic, anticipant el futur de les conques dels rius Loira i Sena. Al final de l'Oligocè, la conca de París esdevé continental.
El 1911, Pau Lemoine demostra que la conca es compon de capes concèntriques, i uns estudis complets sobre les dades sísmiques, pous i sondejos, confirmen la sedimentació en capes concèntriques, però amb objectes complexos com ara falles. Les formacions del perfil de París corresponen a les capes del Mesozoic i Paleogen (Terciari) i es van desenvolupar per erosió.
Els primers estrats datats del terciari consisteixen en dipòsits al·luvials del riu Sena en temps moderns. Els dipòsits més antics són sorres i argiles, que daten de l'estrat sparnacià present a l'actual barri d'Auteuil a Trocadéro. Però a dalt, el més conegut és el Lutecià, ric en guix i calcària.
El subsòl de París es caracteritza per la presència de moltes pedreres de calcària de guix i gres. Algunes van ser utilitzades com a catacumbes i formaren l'ossera de la ciutat, part de la qual està oberta al públic. La pedra calcària es va extreure fins al segle xiv al marge esquerre de la Place d'Italie a Vaugirard, si bé ara l'extracció s'ha traslladat a Saint-Maximin, al departament d'Oise, per exemple. L'explotació de guix ha estat molt activa a Montmartre i Bagneux.
La hidrogeologia està fortament influenciada per la urbanització. El riu Bièvre, un petit afluent del Sena que n'ha modelat el marge esquerre, es cobrí al segle xix per raons d'higiene. Moltes aigües subterrànies presents al soterrani de París abasteixen d'aigua la ciutat, com les d'Auteuil. Els aqüífers de l'Albià són els més famosos de la zona de París i s'operen a París des del 1841 pels pous artesians de Grenelle.

## Clima de París
El clima de París és oceànic semicontinentalitzat (també denominat "clima de transició") en trobar-se allunyat de la costa. Les precipitacions són una mica abundants encara que no excessives, amb una mitjana d'uns 636 mm i estan repartides al llarg de tot l'any de forma regular sense un destacat mínim pluviomètric o, cosa que és el mateix, una estació seca. Les temperatures són relativament suaus tot l'any. A l'estiu es poden superar els 30 °C ocasionalment al llarg de tota l'estació, encara que rares vegades se superen els 35 °C; les temperatures màximes solen rondar els 25 °C-30 °C i hi són freqüents les tempestes. La primavera i la tardor són suaus amb abundants dies de pluja. L'hivern no és gaire rigorós, la temperatura mitjana és d'uns 4 °C, i s'alternen dies de pluja i neu, tot i que és més freqüent que plogui, que nevi.
| Mes                                    | gen  | feb  | març | abr  | maig | juny | juli | agos | sete | oct  | nov  | des  | Anual |
| -------------------------------------- | ---- | ---- | ---- | ---- | ---- | ---- | ---- | ---- | ---- | ---- | ---- | ---- | ----- |
| Temperatures mínimes mitjanes (°C)     | 2,0  | 2,6  | 4,5  | 6,7  | 10,1 | 13,2 | 15,2 | 14,8 | 12,6 | 9,4  | 5,2  | 2,9  | 8,3   |
| Temperatures mitjanes (°C)             | 4,2  | 5,3  | 7,8  | 10,6 | 14,3 | 17,4 | 19,6 | 19,2 | 16,7 | 12,7 | 7,7  | 5,0  | 11,7  |
| Temperatures màximes mitjanes (°C)     | 6,3  | 7,9  | 11,0 | 14,5 | 18,4 | 21,6 | 23,9 | 23,6 | 20,8 | 16,0 | 10,1 | 7,0  | 15,1  |
| Mitjanes mensuals de precipitació (mm) | 55.0 | 45.4 | 52.2 | 49.5 | 62.0 | 53.2 | 58.3 | 46.0 | 52.9 | 54.9 | 57.0 | 55.1 | 641.6 |

| Dades climàtiques a Paris-Montsouris 1971/2000 des de 1665 rec | Dades climàtiques a Paris-Montsouris 1971/2000 des de 1665 rec | Dades climàtiques a Paris-Montsouris 1971/2000 des de 1665 rec | Dades climàtiques a Paris-Montsouris 1971/2000 des de 1665 rec | Dades climàtiques a Paris-Montsouris 1971/2000 des de 1665 rec | Dades climàtiques a Paris-Montsouris 1971/2000 des de 1665 rec | Dades climàtiques a Paris-Montsouris 1971/2000 des de 1665 rec | Dades climàtiques a Paris-Montsouris 1971/2000 des de 1665 rec | Dades climàtiques a Paris-Montsouris 1971/2000 des de 1665 rec | Dades climàtiques a Paris-Montsouris 1971/2000 des de 1665 rec | Dades climàtiques a Paris-Montsouris 1971/2000 des de 1665 rec | Dades climàtiques a Paris-Montsouris 1971/2000 des de 1665 rec | Dades climàtiques a Paris-Montsouris 1971/2000 des de 1665 rec | Dades climàtiques a Paris-Montsouris 1971/2000 des de 1665 rec |
| Mes                                                            | gen                                                            | febr                                                           | març                                                           | abr                                                            | maig                                                           | juny                                                           | jul                                                            | ag                                                             | set                                                            | oct                                                            | nov                                                            | des                                                            | anual                                                          |
| -------------------------------------------------------------- | -------------------------------------------------------------- | -------------------------------------------------------------- | -------------------------------------------------------------- | -------------------------------------------------------------- | -------------------------------------------------------------- | -------------------------------------------------------------- | -------------------------------------------------------------- | -------------------------------------------------------------- | -------------------------------------------------------------- | -------------------------------------------------------------- | -------------------------------------------------------------- | -------------------------------------------------------------- | -------------------------------------------------------------- |
| Màxima rècord °C (°F)                                          | 17.9 (64.2)                                                    | 21.4 (70.5)                                                    | 26 (79)                                                        | 30.2 (86.4)                                                    | 34.8 (94.6)                                                    | 37.6 (99.7)                                                    | 42.6 (108.7)                                                   | 39.5 (103.1)                                                   | 36.2 (97.2)                                                    | 28.9 (84)                                                      | 21.6 (70.9)                                                    | 17.2 (63)                                                      | 42.6 (108.7)                                                   |
| Màxima mitjana °C (°F)                                         | 6.9 (44.4)                                                     | 8.2 (46.8)                                                     | 11.8 (53.2)                                                    | 14.7 (58.5)                                                    | 19 (66)                                                        | 21.8 (71.2)                                                    | 24.4 (75.9)                                                    | 24.6 (76.3)                                                    | 20.8 (69.4)                                                    | 15.8 (60.4)                                                    | 10.4 (50.7)                                                    | 7.8 (46)                                                       | 15.5 (59.9)                                                    |
| Mitjana diària °C (°F)                                         | 4.7 (40.5)                                                     | 5.5 (41.9)                                                     | 8.4 (47.1)                                                     | 10.8 (51.4)                                                    | 14.8 (58.6)                                                    | 17.6 (63.7)                                                    | 20 (68)                                                        | 20 (68)                                                        | 16.7 (62.1)                                                    | 12.6 (54.7)                                                    | 7.9 (46.2)                                                     | 5.7 (42.3)                                                     | 12.1 (53.8)                                                    |
| Mínima mitjana °C (°F)                                         | 2.5 (36.5)                                                     | 2.8 (37)                                                       | 5.1 (41.2)                                                     | 6.8 (44.2)                                                     | 10.5 (50.9)                                                    | 13.3 (55.9)                                                    | 15.5 (59.9)                                                    | 15.4 (59.7)                                                    | 12.5 (54.5)                                                    | 9.2 (48.6)                                                     | 5.3 (41.5)                                                     | 3.6 (38.5)                                                     | 8.6 (47.5)                                                     |
| Mínima rècord °C (°F)                                          | −23.5 (−10.3)                                                  | −21.2 (−6.2)                                                   | −12.5 (9.5)                                                    | −3.9 (25)                                                      | −0.1 (31.8)                                                    | 3.1 (37.6)                                                     | 6 (43)                                                         | 6.3 (43.3)                                                     | 1.8 (35.2)                                                     | −3.8 (25.2)                                                    | −14.1 (6.6)                                                    | −23.9 (−11)                                                    | −23.9 (−11)                                                    |
| Precipitació mitjana mm (polzades)                             | 53.7 (2.114)                                                   | 43.7 (1.72)                                                    | 48.5 (1.909)                                                   | 53 (2.09)                                                      | 65 (2.56)                                                      | 54.6 (2.15)                                                    | 63.2 (2.488)                                                   | 43 (1.69)                                                      | 54.7 (2.154)                                                   | 59.7 (2.35)                                                    | 52 (2.05)                                                      | 58.7 (2.311)                                                   | 649.8 (25.583)                                                 |
| Mitjana mensual d'hores de sol                                 | 59.4                                                           | 85.6                                                           | 127.8                                                          | 165.6                                                          | 197.6                                                          | 200.5                                                          | 227.4                                                          | 230.7                                                          | 174.3                                                          | 125.5                                                          | 79.8                                                           | 50.6                                                           | 1.724,6                                                        |
|                                                                |                                                                |                                                                |                                                                |                                                                |                                                                |                                                                |                                                                |                                                                |                                                                |                                                                |                                                                |                                                                |                                                                |

## Transport

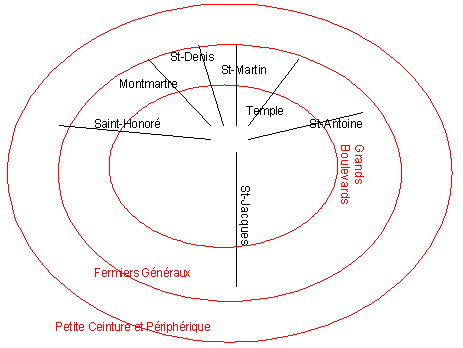
Diagrama de la interconnexió entre l'antiga xarxa de carrers (negre) i la moderna (vermell)

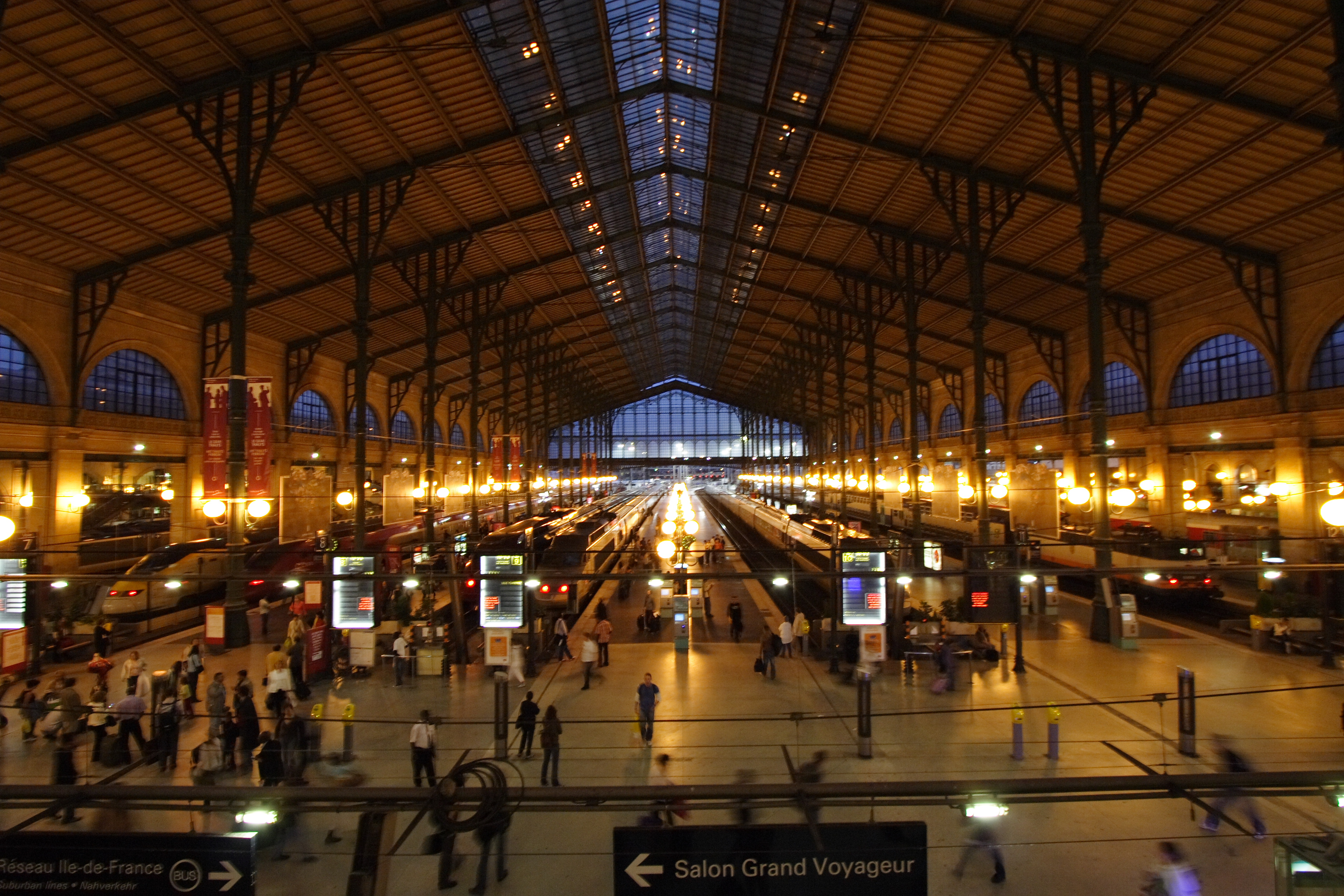
Estació de París Nord

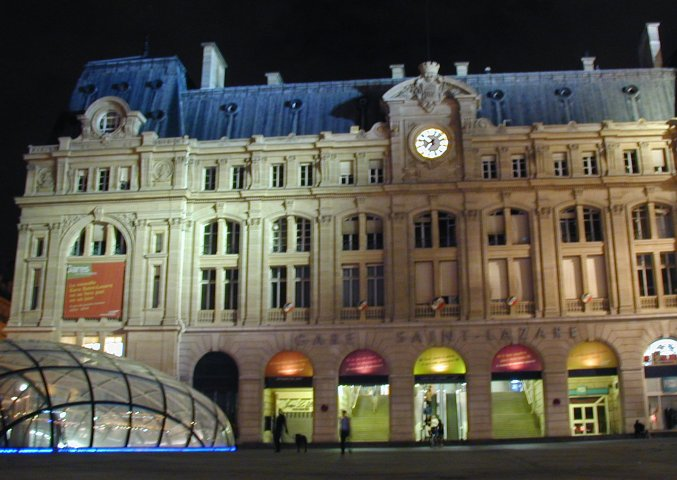
Estació de ferrocarril de París Saint-Lazare

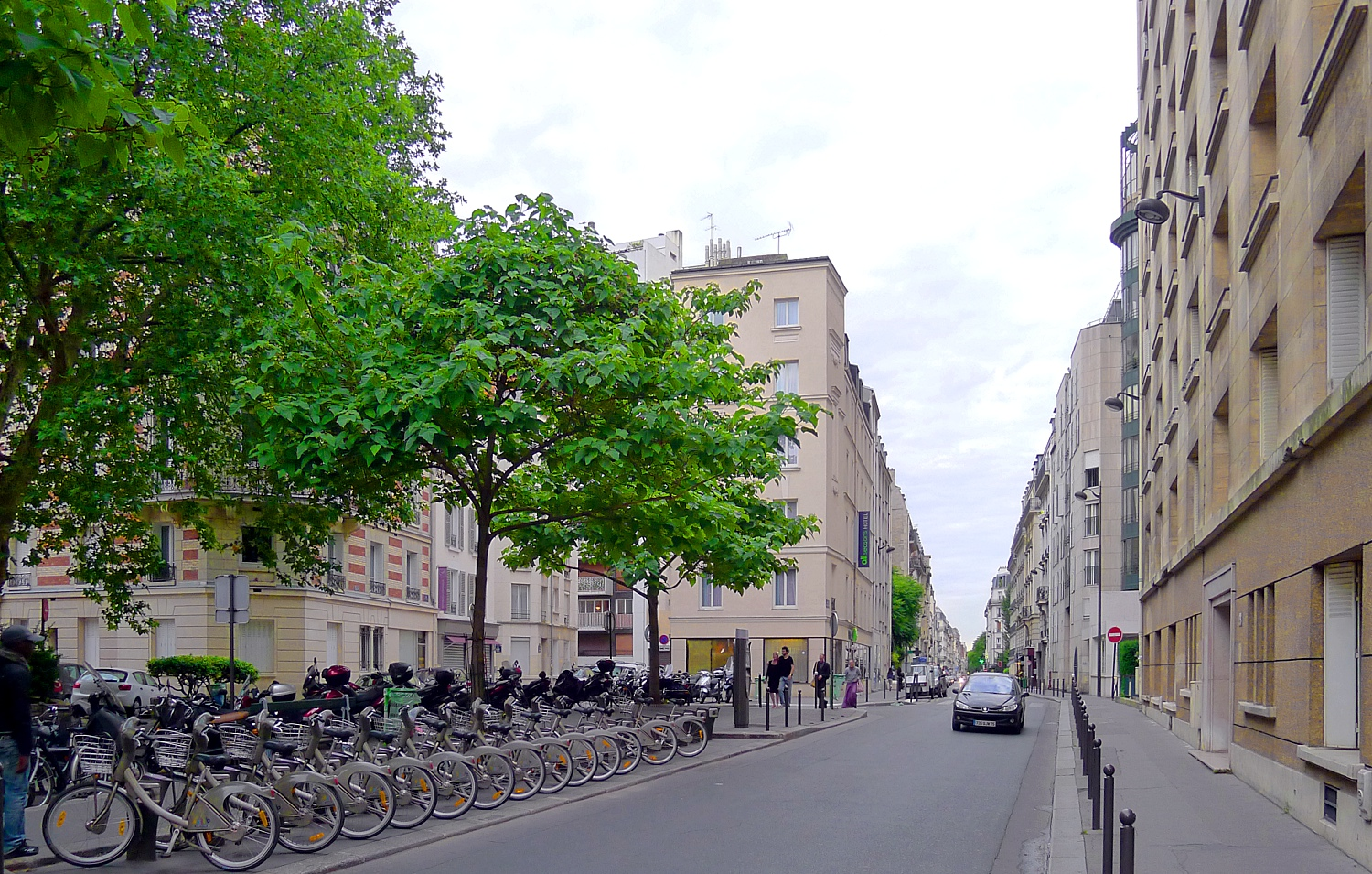
Parada de bicicletes públiques

El sistema de transport de París és d'una eficàcia destacada, per a una megalòpolis d'aquesta magnitud. Les seves vies es mantenen en excel·lent estat i l'únic problema seriós per als vehicles n'és l'excés. Un eficaç sistema connecta els trens de rodalia amb el sistema de metro, que al seu torn està lligat a un dens tramat de rutes d'autobusos, cosa que fa que sigui molt fàcil moure's per la ciutat.
París es connecta amb la resta d'Europa gràcies a una moderna xarxa d'autovies i al complet sistema ferroviari que inclou el TGV per a connectar amb els diferents punts del país amb Londres i a partir de 2007 amb Estrasburg i Frankfurt del Main. Actualment, està en construcció la línia de TGV entre Barcelona i París, que ja ha traspassat la frontera hispanofrancesa i arriba a Perpinyà. Un cop finalitzada s'espera que el recorregut en tren entre les capitals catalana i francesa es realitzi en menys de sis hores.
A més, a la rodalia de París es troben dos dels més importants aeroports d'Europa per nombre de passatgers i vols anuals. L'aeroport Charles de Gaulle al nord-est és el segon aeroport en importància d'Europa després del de Londres. Al sud de la capital se situa l'Aeroport de París-Orly. Ambdós se'n reparteixen el trànsit nacional i internacional de la ciutat i els voltants.
|  | Aeroport                            | Codi IATA | Codi OACI |
|  | ----------------------------------- | --------- | --------- |
|  | Aeroport de París-Charles de Gaulle | CDG       | LFPG      |
|  | Aeroport de París-Orly              | ORY       | LFPO      |

Des de juliol de 2007 París disposa també d'un sistema públic de lloguer de bicicletes, anomenat Vélib amb 1.230 parades repartides per tota la ciutat i més de 14.000 bicicletes. Les bicicletes poden ser llogades els primers 30 minuts gratis, 45 minuts amb la subscripció Vélib, i dipositada en qualsevol altra parada.

## Art i cultura

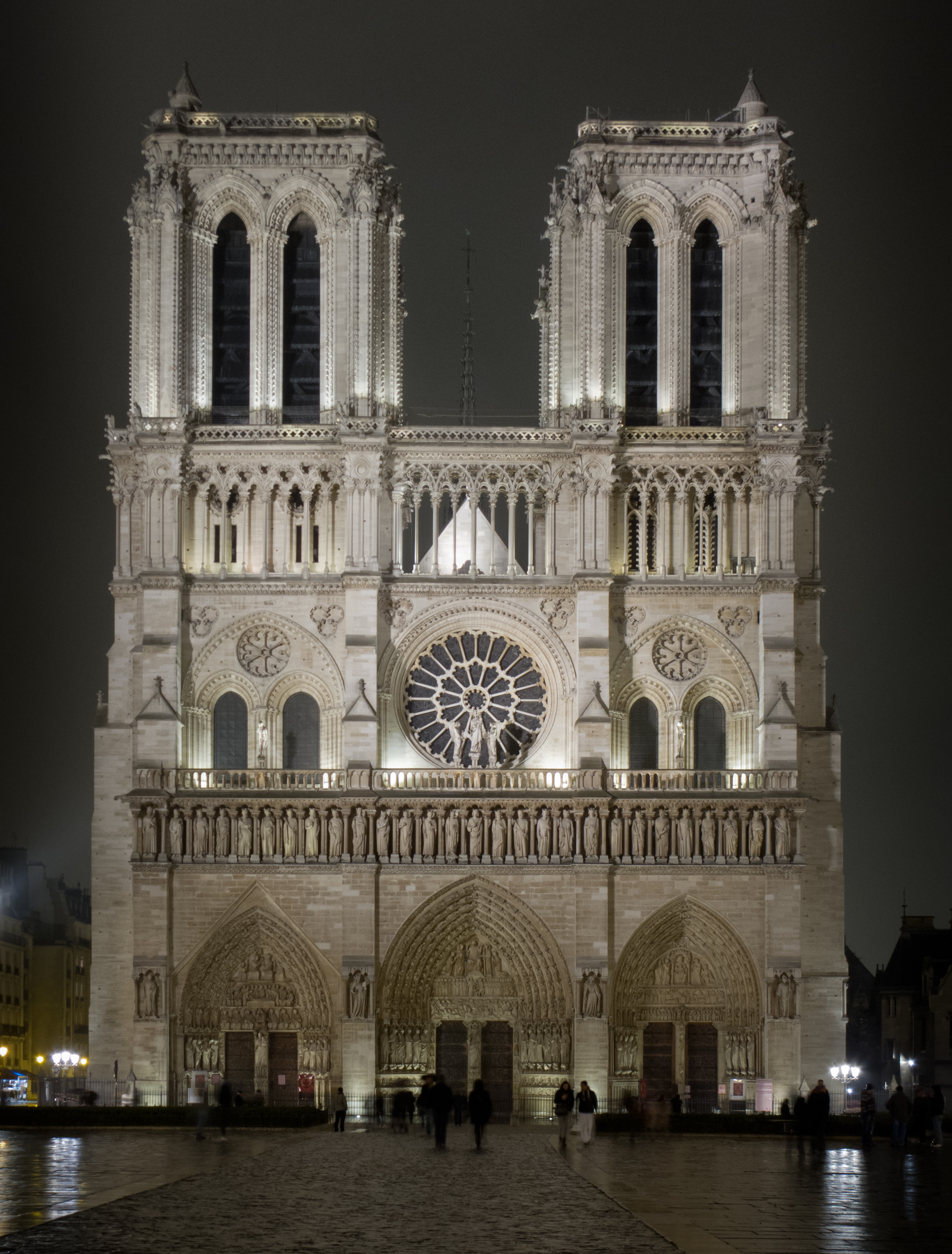
La catedral de Notre-Dame de París

París té un lloc privilegiat en l'àmbit artístic i cultural a escala mundial en els últims segles. Aquí han nascut moviments artístics com l'expressionisme, el surrealisme, el fauvisme i importants figures de l'art i el pensament com René Descartes, Voltaire, Victor Hugo, Émile Zola, Alexandre Dumas (fill), Edgar Degas, Claude Monet, Jean-Paul Sartre, Jean Renoir, Louis Malle o Henri Cartier-Bresson i el gran coreògraf i ballarí de principis del barroc Louis Pécour; també d'aquesta època fou el bressol de grans músics i cantants, com per exemple Jean-Féry Rebel, Alexis Dupont i molts altres.
També ha acollit a nombrosos artistes estrangers com Luis Buñuel, Leonardo da Vinci, Vincent van Gogh, Pablo Picasso i escriptors com Ernest Hemingway, Gabriel García Márquez, Mario Vargas Llosa, Samuel Beckett, Julio Cortázar, Francis Scott Fitzgerald, James Joyce, Oscar Wilde i moltes altres celebritats com Lenin, Iàssir Arafat i Alexander von Humboldt.

### Museus
A més, la ciutat inclou l'aglomeració més gran d'obres d'art, repartides en múltiples museus i col·leccions privades. Dintre d'aquests tresors el més destacat és la famosa Monna Lisa, una pintura emblemàtica de Leonardo da Vinci de valor incalculable. D'altra banda, el patrimoni arquitectònic de París no té parangó en el món, ja que cap altra ciutat ha aixecat tants i tan valuosos edificis dels més destacats arquitectes universals.
Alguns dels museus de París són:
- Museu del Louvre
- Musée des Arts et Métiers
- Museu Cernuschi
- Museu d'Orsay
- Centre Pompidou
- Museu Grévin
- Museu Guimet
- Museu Gustave Moreau
- Museu Jacquemart-André
- Museu Maillol
- Museu Marmottan Monet
- Museu Quai-Brandly
- Museu d'Art Modern de París
- Musée national de Moyen Âge o Museu de Cluny
- Museu Nacional d'Història Natural
- Musée de l'Orangerie
- Museu Picasso de París
- Museu Rodin

### Arquitectura i urbanisme

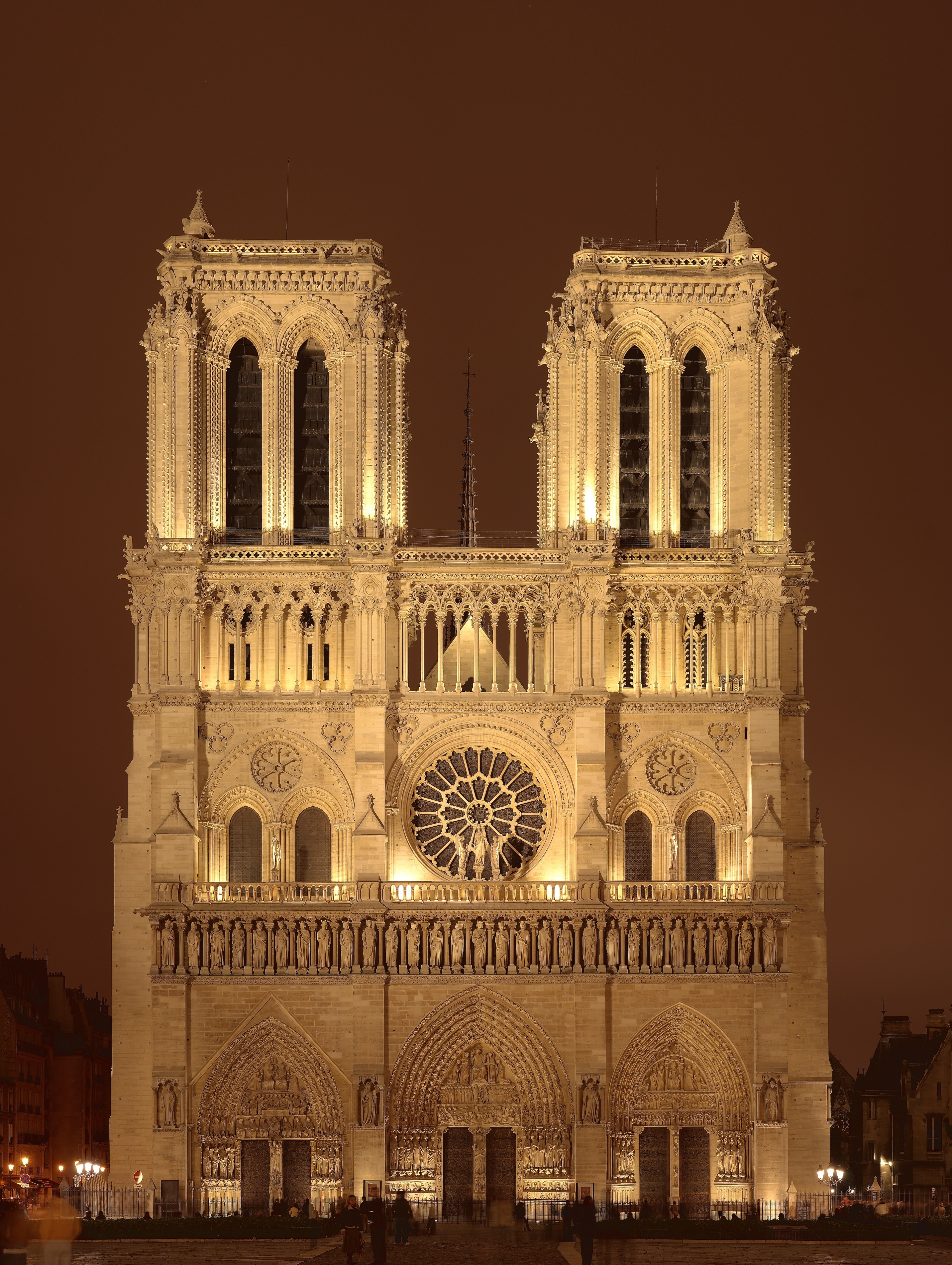
La catedral de Notre-Dame

El patrimoni arquitectònic parisenc només té comparació amb el de Roma, cosa que contribueix al fet que des de 1991 les riberes del Sena a París siguin considerades per la Unesco com a patrimoni de la humanitat.

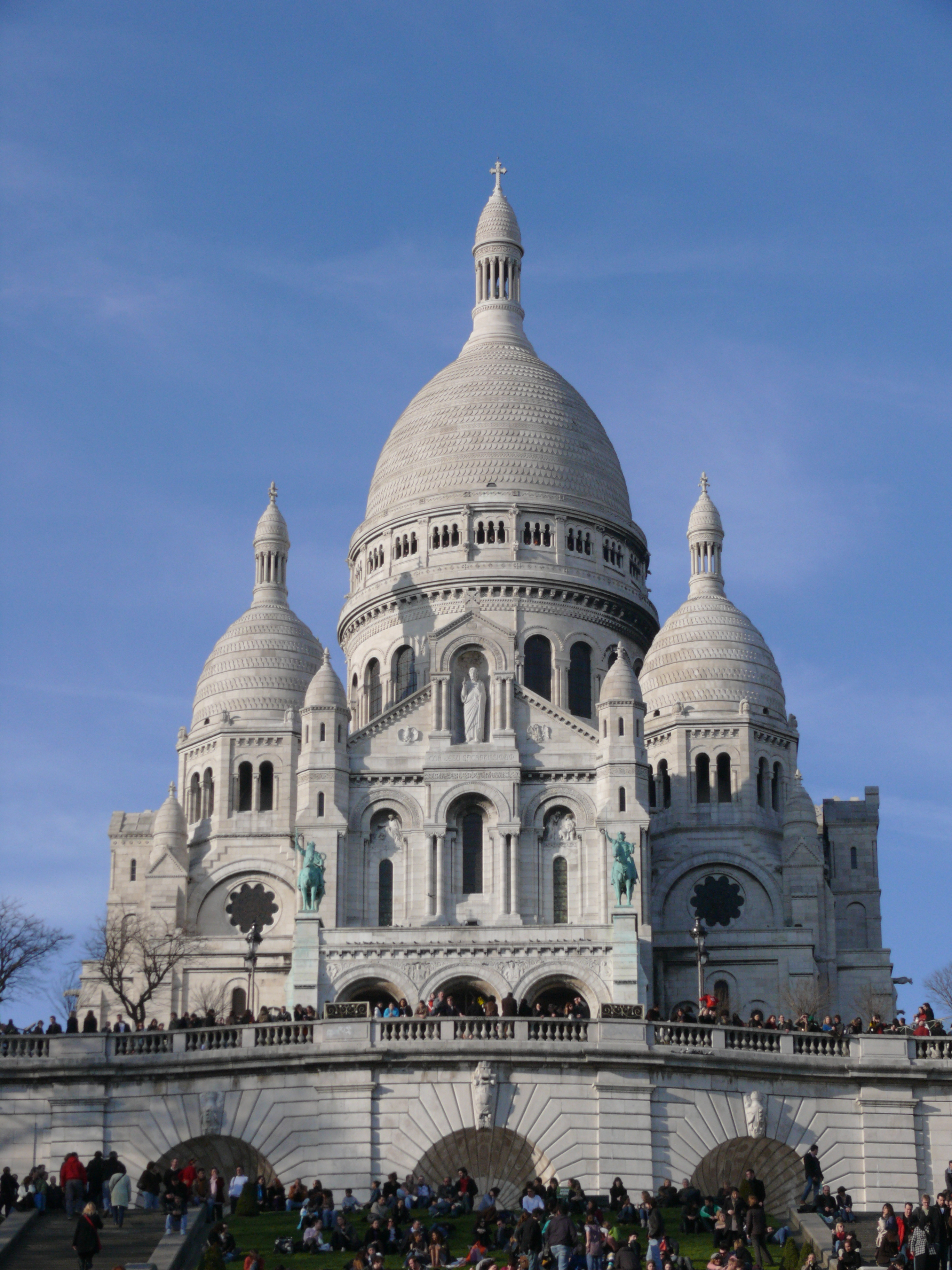
Basílica del Sacré Cœur a Montmartre

L'arquitectura gòtica va tenir l'origen a la regió de París, i la basílica reial de Saint-Denis fou la primera que es va erigir en aquest estil, des d'on es va difondre primer a tot el Regne de França i posteriorment a la resta d'Europa.
El París «modern» és el resultat d'un vast pla de remodelació urbana sorgit a mitjan segle xix. Durant segles, el cor de la ciutat havia estat un laberint d'estrets carrers i cases medievals, però a partir de 1852, el baró Haussmann va fer un gran pla urbanístic i demolí gran part de la ciutat per formar àmplies avingudes alineades amb edificis neoclàssics de pedra destinats a la nova burgesia; la major part d'aquest «nou» París és el que veiem avui. Aquests plans del Segon Imperi, en molts casos, estan encara en vigor, ja que la ciutat de París imposa des de llavors l'anomenat «alignement» (llei que defineix la posició de l'edificació deixant un determinat ample de carrer) sobre moltes de les noves construccions. L'altura d'un edifici també es determina en funció de l'amplària del carrer, i el codi de construcció de París ha vist pocs canvis des de mitjan segle xix per permetre majors construccions.

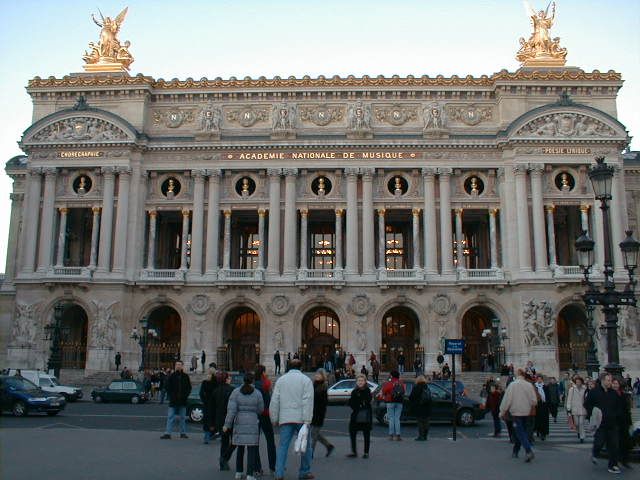
Òpera Garnier

L'esforç per preservar el passat històric de París i les lleis actuals fan que resulti difícil crear dins dels límits de la ciutat grans edificis i serveis públics necessaris per a una població creixent. Moltes de les institucions i la infraestructura econòmica ja es troben a la perifèria o en procés de fer-ho. Les empreses financeres (La Défense), el districte de negocis, el principal mercat majorista d'aliments (Rungis), les principals escoles de renom (Conservatoire National des Arts et Métiers, École Polytechnique, ENSAM, HEC, ESSEC, INSEAD, etc.), els laboratoris de recerca de fama mundial (Saclay o Avenue), l'estadi esportiu més gran (Estadi de França), i fins i tot alguns ministeris (com el de Transport) es troben fora de la ciutat de París i a Fontainebleau. Els Arxius Nacionals de França es traslladaren a Pierrefitte-sur-Seine el 2013. La part més antiga i els documents més emblemàtics van quedar-se a la seu a París. No obstant això, els severs límits immutables, els estrictes codis de construcció i la falta de terreny urbanitzable no han creat a París el fenomen anomenat "museïtzació" que coneixen altres ciutats europees.
Tres dels més populars i antics parcs de París són: el Jardí de les Teuleries, creat al segle xvi per al palau del mateix nom (palau avui desaparegut) i situat a la riba dreta del Sena, a prop del Louvre; el Jardí de Luxemburg; i el Jardí de les Plantes, creat per Lluís XIII amb els consells de Guy de la Brosse, que era un dels seus metges (sota Lluís XIII aquest jardí començà el 1635 com a Jardí Reial de les Plantes Medicinals per a més tard, el 1793, transformar-se en l'actual Museu Nacional d'Història Natural de França). La majoria dels altres parcs de París són creacions del Segon Imperi: els parcs de Montsouris, Buttes-Chaumont i el parc Monceau són obra de Jean-Charles Alphand, enginyer de Napoleó III. Un altre projecte executat en aquest període fou el bosc de Boulogne, a l'oest de París. El bosc de Vincennes, al seu costat oriental, va rebre un tractament similar durant els anys següents. Aquests boscos ofereixen a la ciutat 2.000 hectàrees de natura, als quals se sumen altres espais de recent creació com el parc de la Villette i el parc de Bercy. Els parcs temàtics i d'atraccions com Disneyland Resort Paris i el Parc Astèrix se'n troben a la perifèria, prou allunyats de la ciutat.

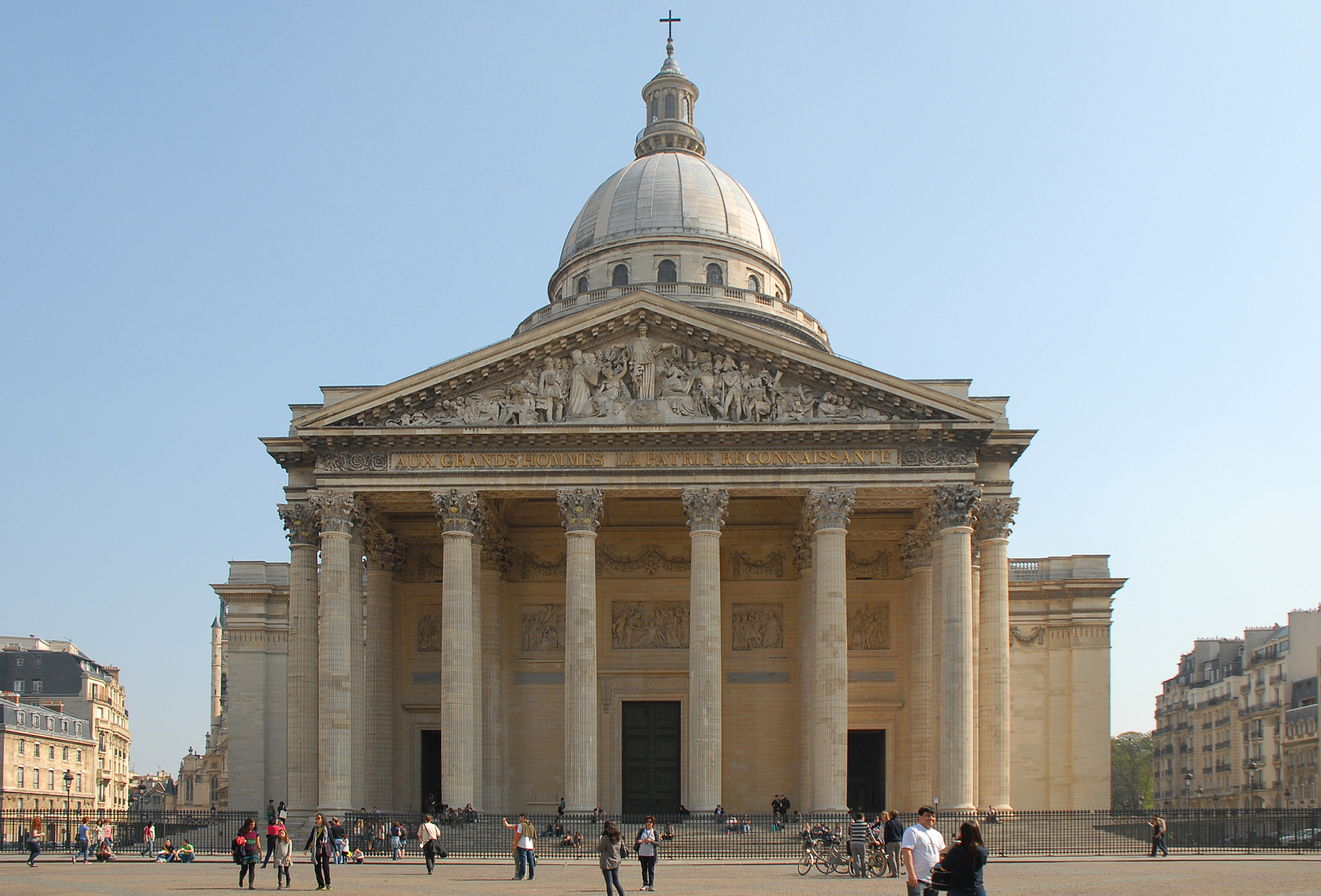
Panteó de París

### Cinema

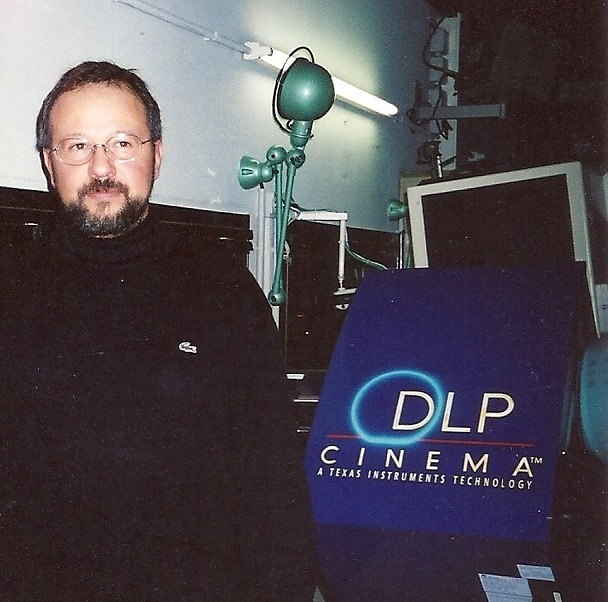
París: primera projecció de cinema digital públic d'Europa (2000)

El 28 de desembre de 1895 a París, els germans Lumière (Auguste i Louis) realitzen la primera exhibició d'una pel·lícula cinematogràfica. El 2 de febrer de l'any 2000 a París, Philippe Binant va realitzar la primera projecció de cinema digital públic d'Europa, fundada sobre l'aplicació d'un MEMS (DLP CINEMA) desenvolupat per Texas Instruments.

### Esports
La ciutat té 360 instal·lacions esportives: 182 pistes de tenis, 131 gimnasos municipals, 36 piscines (allotjament amb 3,4 milions d'entrades el 2006) i 10 pistes de les escoles, 32 estadis municipals, 2 d'esports aquàtics, sense oblidar que els 6 parcs interdepartamentals es divideixen en tres departaments pel que fa a París, i són de fàcil accés.
| Equip                             | Esport  | Competició    | Estadi                         | Fundació |
| --------------------------------- | ------- | ------------- | ------------------------------ | -------- |
| Paris Saint-Germain Football Club | Futbol  | Ligue 1       | Parc dels Prínceps             | 1970     |
| Paris FootballClub                | Futbol  | Ligue 2       | Stade Charléty                 | 1969     |
| Racing Métro 92                   | Rugbi   | TOP 14        | Stade Olympique Yves-du-Manoir | 1890     |
| Stade Français Paris              | Rugbi   | TOP 14        | Stade Charléty                 | 1883     |
| Paris-Levallois Basket            | Bàsquet | LNB Pro A     | Stade Pierre-de-Coubertin      | 2007     |
| Paris Saint-Germain Handball      | Handbol | LNH Divisió 1 | Stade Pierre-de-Coubertin      | 2007     |

El Tour de França, la principal cursa de ciclisme en ruta, finalitza tradicionalment a París: el Parc dels Prínceps des de 1930 fins a 1967, el Velòdrom de Vincennes des de 1968 fins a 1974, i l'avinguda dels Champs-Élysées des de 1975.
L'Stade Olympique Yves-du-Manoir va ser seu de les proves d'atletisme i futbol dels Jocs Olímpics de París 1924, alhora que va albergar la final de la Copa del Món de Futbol de 1938.
El Parc dels Prínceps fou seu de la final de l'Eurocopa de 1960 i 1984, i de la final de la Copa de Campions d'Europa de 1956, 1975 i 1981.
L'Estadi Jean-Bouin ha albergat el Seven de París, el torneig de rugbi que integra la Sèrie Mundial de Rugbi 7.
L'Stade de France ha albergat la final de la Copa del Món de Futbol de 1998, l'Eurocopa de 2016, la final de la Lliga de Campions de la UEFA de 2000 i 2006, la final de la Copa del Món de Rugbi de 2007, i el Campionat Mundial d'Atletisme de 2003.

## Parcs i jardins

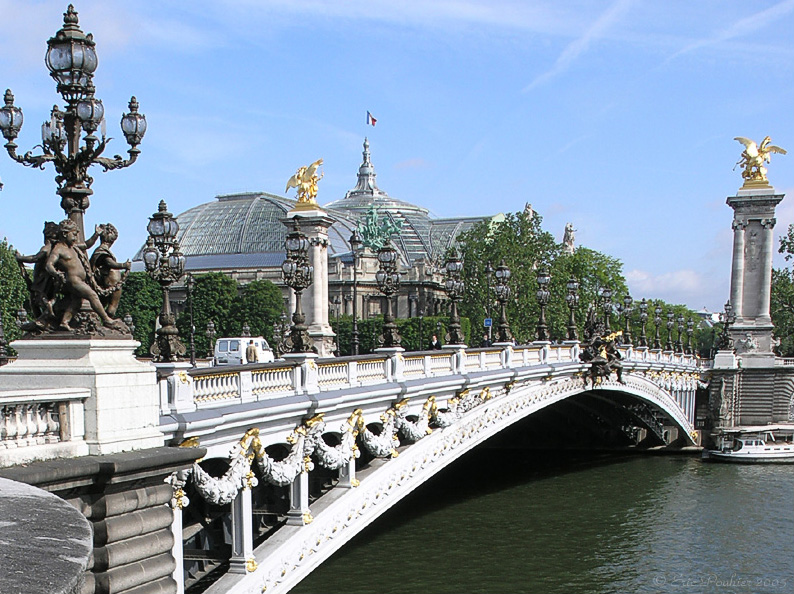
Imatge del pont Alexandre III

París, en comparació amb altres capitals europees com Londres, Roma o Madrid, destaca per l'absència de grans parcs (com el Hyde Park o el Retiro) i per la multiplicació de jardins més petits.
Tres dels més populars i antics parcs de París són:
- El Jardí de les Teuleries, creat al segle xvi per al palau del mateix nom (palau avui desaparegut) i situat a la riba dreta del riu Sena, prop del Louvre.
- El Jardí de Luxemburg és un gran parc, antigament privat.
- El Jardí de les Plantes fou creat per Lluís XIII amb els consells de Guy de la Brosse, un dels metges del rei.[45] Sota Lluís XIII aquest Jardí començà el 1635 com a Jardí Reial de les Plantes Medicinals i el 1793 es transformà en l'actual Museu Nacional d'Història Natural de França.

La majoria dels altres parcs de París són creacions del Segon Imperi: el de Montsouris, Buttes-Chaumont i el Parc Monceau van ser creats per Jean-Charles Alphand, enginyer de Napoleó III.
Altre projecte executat sota l'ordre del baró Haussmann fou el Bois de Boulogne, a l'oest de París. El Bois de Vincennes, al costat oriental, va rebre un tractament similar durant els anys següents.
Les darreres creacions en paisatge de parcs de París són:
- El Parc de la Villette.
- El Parc de Bercy, que fou una vinya antigament.
- El Parc de Belleville, creat als anys 90.
- El Parc André-Citroën.

## Guardonats amb el Premi Nobel nascuts a París
| ANY  | NOM                                                              | CATEGORIA             |
| ---- | ---------------------------------------------------------------- | --------------------- |
| 1901 | Sully Prudhomme (1839-1907) Frédéric Passy (1822-1912)           | Literatura Pau        |
| 1903 | Antoine Henri Becquerel (1852-1908) Pierre Curie (1859-1906)     | Física                |
| 1906 | Henri Moissan (1852-1907)                                        | Química               |
| 1907 | Charles Louis Alphonse Laveran (1845-1922)                       | Medicina o Fisiologia |
| 1913 | Charles Robert Richet (1850-1935)                                | Medicina o Fisiologia |
| 1920 | Léon Bourgeois (1851-1925)                                       | Pau                   |
| 1921 | Anatole France (1844-1924)                                       | Literatura            |
| 1927 | Henri Bergson (1859-1941) Ferdinand Buisson (1841-1932)          | Literatura Pau        |
| 1935 | Frédéric Joliot-Curie (1900-1958) Irène Joliot-Curie (1897-1956) | Química               |
| 1947 | André Gide (1869-1951)                                           | Literatura            |
| 1951 | Léon Jouhaux (1879-1954)                                         | Pau                   |
| 1956 | André Frédéric Cournand (1895-1988)                              | Medicina o Fisiologia |
| 1964 | Jean-Paul Sartre (1905-1980)                                     | Literatura            |
| 1965 | Jacques Monod (1910-1976)                                        | Medicina o Fisiologia |
| 1970 | Luis Federico Leloir (1906-1987)                                 | Química               |
| 1974 | Seán MacBride (1904-1988)                                        | Pau                   |
| 1988 | Maurice Allais (1911-2010)                                       | Economia              |
| 1991 | Pierre-Gilles de Gennes (1932-2007)                              | Física                |
| 2008 | Françoise Barré-Sinousi (1947)                                   | Medicina o Fisiologia |
| 2016 | Jean-Pierre Sauvage (1944)                                       | Química               |
| 2019 | Esther Duflo (1972)                                              | Economia              |

## Agermanaments
París està agermanada només amb una ciutat: Roma (des de 1956). Es diu (en francès: «Seule Paris est digne de Rome; seule Rome est digne de Paris.» (Només París és digna de Roma; només Roma és digna de París.)
La capital francesa també ha signat diversos pactes d'amistat amb altres grans ciutats del món:
- 1958  Kyoto
- 1982  Tòquio
- 1985  El Caire
- 1987  Amman,  Sanà,  Berlín
- 1991  Seül
- 1992  Moscou,  Beirut
- 1995  Jakarta
- 1996  Chicago,  San Francisco
- 1997  Santiago de Xile,  Al-Riyad,  Pequín,  Praga,  Tbilisi,  Sant Petersburg
- 1998  Lisboa,  Sofia, Sydney,  Erevan
- 1999  Ciutat de Mèxic,  Varsòvia,  Buenos Aires
- 2000  Washington DC,  Madrid,  Atenes
- 2001  Londres,  Porto Alegre
- 2002  Ginebra
- 2003  Alger,  Quebec
- 2004  Brasilia,  Rabat,  Casablanca,  Tunis
- 2005  Copenhaguen
- 2006  Mont-real

## Galeria fotogràfica

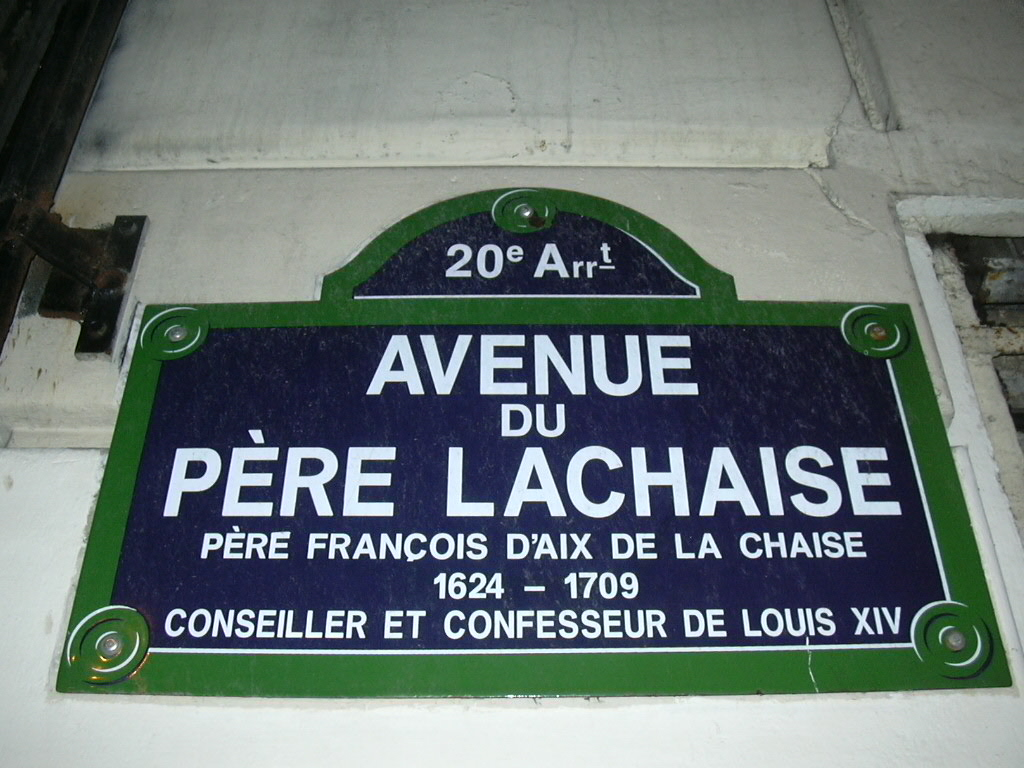
Placa tradicional de carrer
L'Arc de Triomf de l'Étoile
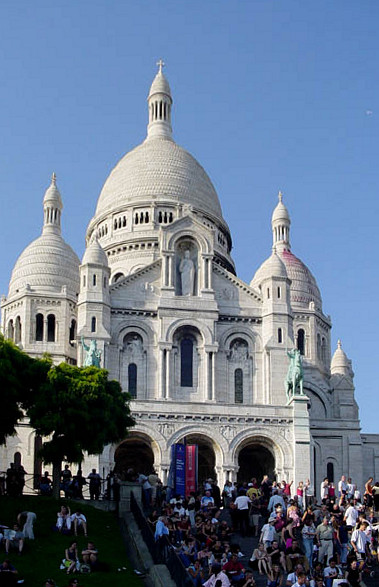
Sacré Coeur de Montmartre
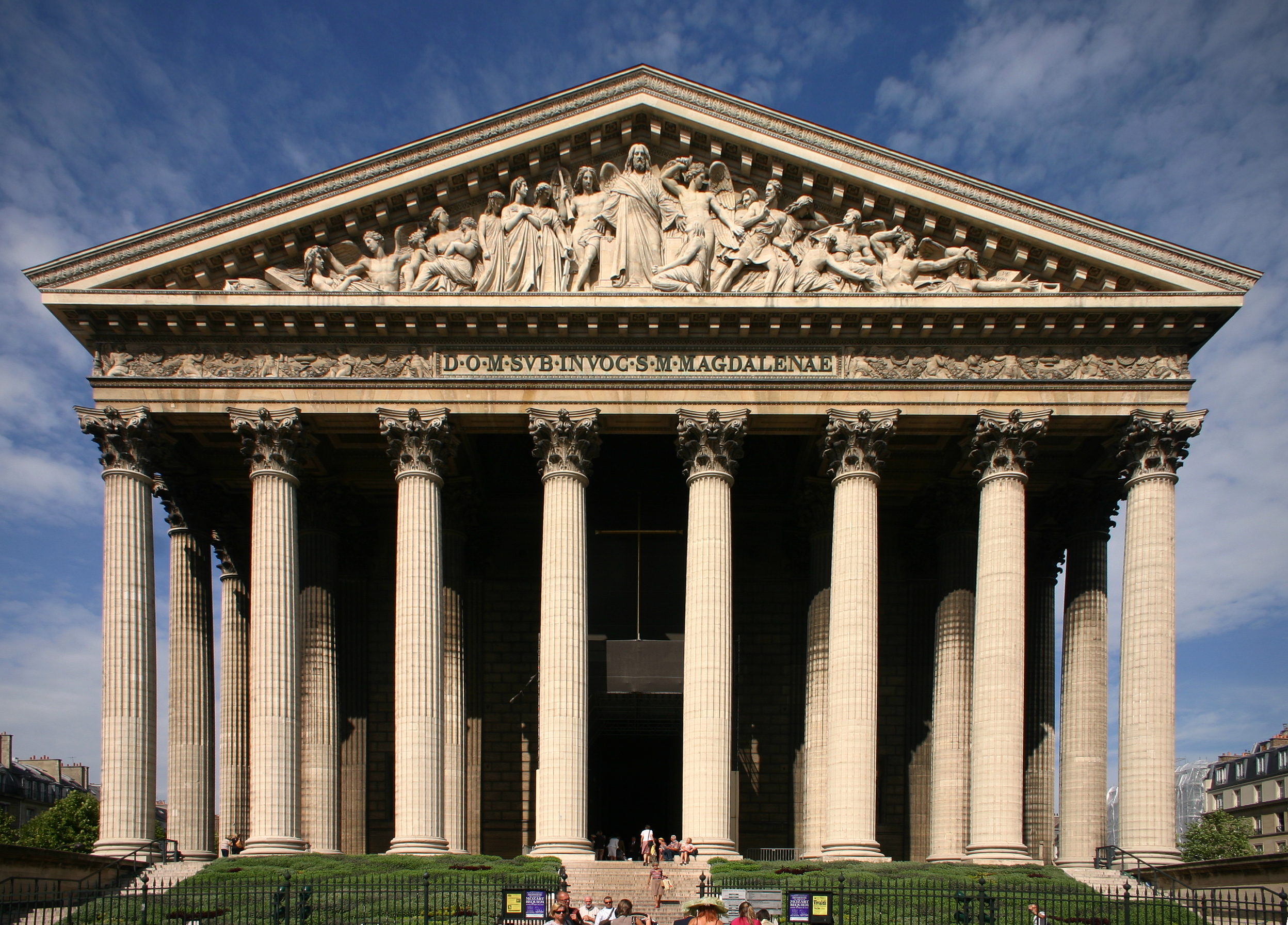
Església de la Madeleine.
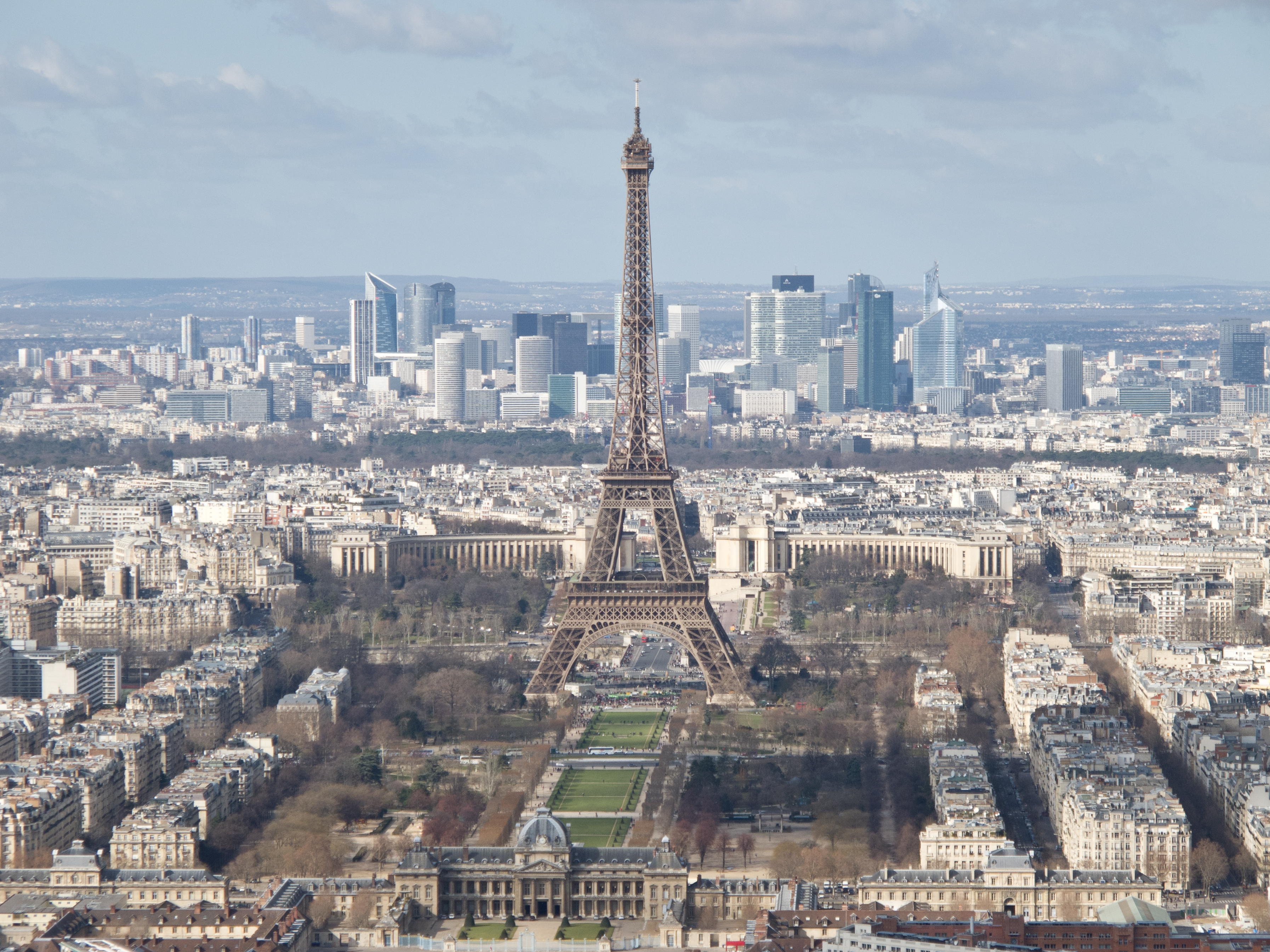
Eiffel Tower & CBD
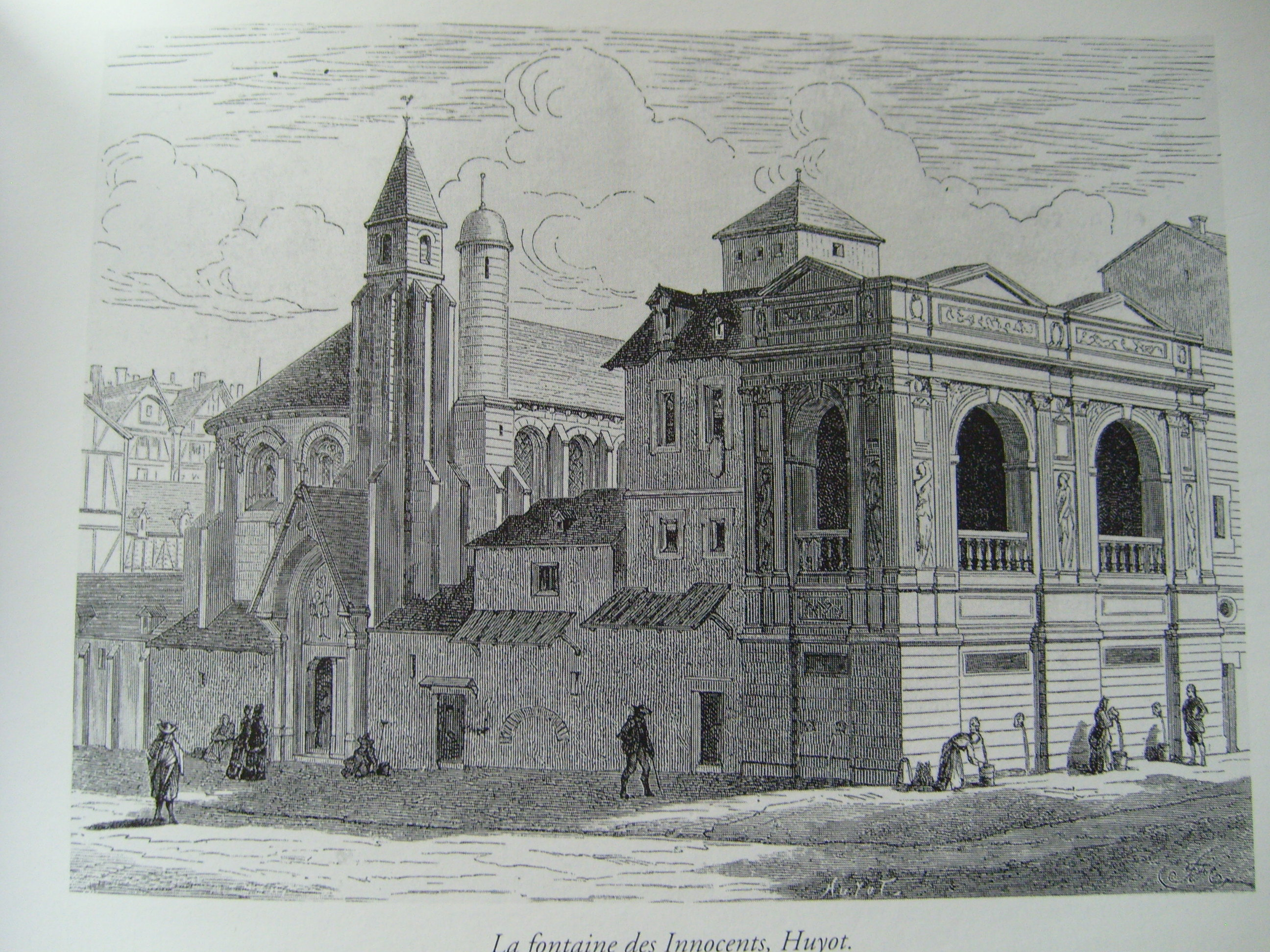
Església dels Sants Innocents on fou mestre de capella François Giroust